# Список эпизодов телесериала «Клиника»
Ниже приведён полный список эпизодов телесериала «Клиника», премьера которого состоялась 2 октября 2001 года на канале NBC.
В России первые три сезона были переведены и впервые транслировались на Первом канале (ночной эфир). Сериал шёл под названием «Медицинская академия». Позже сериал стал демонстрировать канал «MTV Россия», на нём сериал назывался уже «Клиника». С 12 сентября 2007 года MTV вновь начало трансляцию «Клиники». Первые три сезона сериала также транслировались телеканалом «Домашний».
Название практически каждого эпизода начинается со слова «Мой…» (англ. My…). Это связано с тем, что повествование в сериале ведётся от лица одного из героев, доктора Джона Дориана. Несколько эпизодов имеют иные названия («Его…», «Её…»), поскольку повествование в них ведут другие герои. В девятом сезоне, поскольку место действия изменилось, а повествование ведётся от лица другого персонажа, название каждого эпизода стало начинаться с «Наш…» (англ. Our…).

## Сезоны
| Сезон | Сезон | Число эпизодов | Премьера сезона  | Показ последнего эпизода сезона | Рейтинг в США                       | Релиз DVD        | Релиз DVD        | Релиз DVD        | Релиз DVD |
| Сезон | Сезон | Число эпизодов | Премьера сезона  | Показ последнего эпизода сезона | Рейтинг в США                       | Регион 1         | Регион 2         | Регион 4         |           |
| ----- | ----- | -------------- | ---------------- | ------------------------------- | ----------------------------------- | ---------------- | ---------------- | ---------------- | --------- |
|       | 1     | 24             | 2 октября 2001   | 21 мая 2002                     | 11,2 миллиона зрителей (40-е место) | 17 мая 2005      | 27 июня 2005     | 29 июня 2005     |           |
|       | 2     | 22             | 26 сентября 2002 | 17 апреля 2003                  | 15,9 миллионов (15-е место)         | 15 ноября 2005   | 12 сентября 2005 | 19 сентября 2005 |           |
|       | 3     | 22             | 2 октября 2003   | 4 мая 2004                      | 10,4 миллионов (43-е место)         | 9 мая 2006       | 13 февраля 2006  | 22 февраля 2006  |           |
|       | 4     | 25             | 31 августа 2004  | 10 мая 2005                     | 6,9 миллионов (88-е место)          | 10 октября 2006  | 18 сентября 2006 | 27 сентября 2006 |           |
|       | 5     | 24             | 3 января 2006    | 16 мая 2006                     | 6,4 миллионов (98-е место)          | 22 мая 2007      | 18 июня 2007     | 6 июня 2007      |           |
|       | 6     | 22             | 30 ноября, 2006  | 17 мая, 2007                    | 6,4 миллионов (87-е место)          | 30 октября 2007  | 14 января 2008   | 5 декабря 2007   |           |
|       | 7     | 11             | 25 октября 2007  | 8 мая 2008                      | 6,38 миллионов (115-е место)        | 11 ноября, 2008  | 19 января 2009   | 3 декабря 2008   |           |
|       | 8     | 18             | 6 января 2009    | 6 мая 2009                      | 4,6 миллиона (123-е место)          | 25 августа 2009  | 4 ноября 2009    | 1 декабря 2009   |           |
|       | 9     | 13             | 1 декабря 2009   | 17 марта 2010                   | 3,83 миллиона (116-е место)         | 28 сентября 2010 | 7 февраля 2011   | 1 декабря 2010   |           |

### Первый сезон:2001—2002
В первом сезоне описывается, как Джон «Джей Ди» Дориан (Зак Брафф) и его лучший друг Кристофер Тёрк (Дональд Фэйсон) после медицинского колледжа поступают в качестве интернов в клинику «Sacred Heart». Вскоре Джей Ди знакомится со своим наставником доктором Коксом (Джон Макгинли); симпатичной девушкой-интерном Эллиот (Сара Чок), в которую он влюбляется; больничным уборщиком (Нил Флинн), который избрал своим призванием всячески досаждать Дориану; главным врачом Робертом Келсо (Кен Дженкинс), который заботится больше о бюджете клиники, чем о пациентах; и медсестрой Карлой Эспиносой (Джуди Рейес), ставшей впоследствии девушкой Тёрка. Персонажам предстоит столкнуться с романтическими и дружескими отношениями, горой бумажной работы и огромным количеством пациентов. Первый сезон также представляет второстепенных персонажей, таких как сексуально озабоченный хирург Тодд, больничный юрист Тед, медсестра и лучшая подруга Карлы, Лаверн, и Джордан Салливан, член совета директоров клиники и бывшая жена доктора Кокса.
| Название | Первый выход в эфир | Код эпизода | Режиссёр         | Сценарий                                                       |
| --- | ------------------- | ----------- | ---------------- | -------------------------------------------------------------- |
| |                     |             |                  |                                                                |
| Мой первый день (англ. My First Day) | 2 октября 2001      | 101         | Адам Бернстейн   | Билл Лоуренс                                                   |
| В первом пилотном эпизоде Джон Дориан, Крис Тёрк и Эллиот Рид поступают в клинику Sacred Heart в качестве стажёров. |                     |             |                  |                                                                |
| |                     |             |                  |                                                                |
| Мой наставник (англ. My Mentor) | 4 октября 2001      | 102         | Адам Бернстейн   | Билл Лоуренс                                                   |
| Джон Дориан пытается подружиться с доктором Коксом, но получает отпор. Эллиот сообщает Бобу Келсо об ошибке, допущенной Карлой, и после ссоры наживает себе врагов в лице всех медсестёр клиники. Тёрк активно и успешно покоряет Карлу, пытаясь помирить её с Эллиот. Джон пытается уговорить своего пациента бросить курить, из-за предрасположенности к раку, но не может пересилить себя и нарушить врачебный кодекс. |                     |             |                  |                                                                |
| |                     |             |                  |                                                                |
| Мой друг ошибся (англ. My Best Friend's Mistake) | 9 октября 2001      | 103         | Адам Бернстейн   | Эрик Вейнберг                                                  |
| Эллиот не нравится, что доктор Келсо называет её «милочкой» и она высказывает ему все претензии. Тёрк первый раз оперировал пациента и после ухудшения состояния оперируемого, Джей Ди боится, что Тёрк допустил ошибку во время операции. Эллиот и Джон Дориан сближаются, но попытки развить отношения пока безуспешны. |                     |             |                  |                                                                |
| |                     |             |                  |                                                                |
| Моя пожилая леди (англ. My Old Lady) | 16 октября 2001     | 104         | Марк Баклэнд     | Мэтт Тэрсес                                                    |
| В одно и то же время в клинику поступают три пациента: престарелая женщина, которую лечит Джей Ди; молодой человек, которому Тёрк должен сделать операцию; пациентка Эллиот, которая не говорит по-английски. По статистике, один из трёх поступивших пациентов умирает в клинике. Но финал всей истории будет куда сложнее, чем им казалось. |                     |             |                  |                                                                |
| |                     |             |                  |                                                                |
| Мои два отца (англ. My Two Dads) | 23 октября 2001     | 105         | Крэйг Зиск       | Гарретт Донован и Нэил Голдмэн                                 |
| Джей Ди пытается определиться, чья позиция ему ближе — доктора Кокса, настаивающего что главное в работе это благо для пациентов, независимо от их финансового положения, или доктора Келсо, который утверждает что клиника это прежде всего бизнес, без которого лечить людей не получится. Карла считает что Терк использует её только в аспекте половых отношений, и требует доказать что он хорошо её знает и ценит. Эллиот начинает верить, что её грудь обладает исцеляющей силой, и это приводит к необычным последствиям. Тёрк делает Карле подарок — ручку, которую он взял в отделении Скорой помощи, но он слишком поздно понимает что такую вещь дарить не стоило. Келсо узнаёт об обмане Кокса, сделавшему бедной пациентке дорогостоящую процедуру. Кокса отстраняют от работы. |                     |             |                  |                                                                |
| |                     |             |                  |                                                                |
| Моя ошибка (англ. My Bad) | 30 октября 2001     | 106         | Марк Баклэнд     | Габирэль Аллан                                                 |
| Попечительский совет должен решить дальнейшую судьбу доктора Кокса. Эллиот узнаёт, что её пациент — психоаналитик. Джей Ди занимается любовью с Джордан, одной из своих пациенток. Позже он в ужасе узнаёт, что она — бывшая жена Кокса и член попечительского совета, и пытается уговорить её помочь бывшему мужу. |                     |             |                  |                                                                |
| |                     |             |                  |                                                                |
| Моё супер-эго (англ. My Super Ego) | 6 ноября 2001       | 107         | Питер Лоуер      | Майк Швартц                                                    |
| Джей Ди старается проявить себя как самый лучший стажёр, но у него появляется конкурент — Ник Мердок (актёр Шон Хейс). |                     |             |                  |                                                                |
| |                     |             |                  |                                                                |
| Мои пятнадцать минут (англ. My Fifteen Minutes) | 15 ноября, 2001     | 108         | Лоуренс Триллинг | Эрик Вейнберг                                                  |
| Джей Ди и Тёрк во время похода в стриптиз-бар спасают жизнь телевизионному оператору и становятся популярными. Доктор Келсо решает использовать фотографию Тёрка для рекламы клиники, чем вызывает недовольство последнего. Доктор Кокс хочет заставить Джей Ди самостоятельно написать свою характеристику. |                     |             |                  |                                                                |
| |                     |             |                  |                                                                |
| Мой выходной (англ. My Day Off) | 20 ноября 2001      | 109         | Элоуди Киин      | Дженэ Баккен                                                   |
| У Джей Ди обнаруживают аппендицит, и он оказывается в роли пациента клиники. Его врачами становятся Эллиот и Тёрк. Джей Ди в ужасе от перспективы быть прооперированным Терком, что сильно задевает достоинство последнего. Пациенты недовольны работой Эллиот, которая кажется им грубой. Эллиот пытается понравиться пациентам, но её неуклюжесть делает все только хуже. Кокс встречается со своим наставником, и пытается привлечь его внимание. Майкл МакДональд в роли Майка Дэвиса. |                     |             |                  |                                                                |
| |                     |             |                  |                                                                |
| Моё прозвище (англ. My Nickname) | 27 ноября 2001      | 110         | Мэтью Даймонд    | Билл Лоуренс                                                   |
| Отношения между Джей Ди и Карлой усложняются в связи с тем, что Джей Ди приобрёл уже достаточно опыта и не хочет, чтобы его опекала медсестра. Эллиот знакомится с пациенткой по имени Джилл, такой же нервозной, как и она сама. Уборщик придумывает для Джей Ди новое прозвище. А Терк и Доктор Келсо, не на жизнь а на смерть, бьются за уютную скамейку возле клиники. |                     |             |                  |                                                                |
| |                     |             |                  |                                                                |
| Мой собственный персональный Иисус (англ. My Own Personal Jesus) | 11 декабря 2001     | 111         | Джефф Мелман     | Дебра Фордхэм                                                  |
| Накануне Рождества Тёрк узрев бесчисленные жертвы в приёмном отделении, теряет веру в бога. Эллиот ищет пропавшую беременную пациентку, попутно пытаясь избавится от своей педофобии. Кокс заставляет Джей Ди снять на камеру процесс родов для пары своих друзей, но казалось бы, обыденная ситуация приобретает неожиданный оборот. |                     |             |                  |                                                                |
| |                     |             |                  |                                                                |
| Моё свидание вслепую (англ. My Blind Date) | 8 января 2002       | 112         | Марк Бакленд     | Марк Стегемэнн                                                 |
| Джей Ди должен присматривать за Алекс, социальной работницей, которая получила травму по вине клиники. Они симпатизируют друг другу, однако, по стечению обстоятельств, Джей Ди не может увидеть её лица и боится приглашать её на свидание. Эллиот пытается заслужить уважение Кокса. Тёрк злится на Карлу из-за того, что понимает, что любит её. Приглашённые актёры: Майкл МакДональд в роли Майка Дэвиса и Элизабет Богуш в роли Алекс. |                     |             |                  |                                                                |
| |                     |             |                  |                                                                |
| Мой уравновешивающий поступок (англ. My Balancing Act) | 15 января 2002      | 113         | Майкл Шпиллер    | Нейл Голдмэн и Гаретт Донован                                  |
| Отношения Джей Ди и Алекс усложняются из-за постоянной занятости в клинике. У Тёрка и Карлы проблемы в постели. Келсо заставляет Кокса проводить его обходы со стажерами, но месть Кокса оказалась настолько страшной, что даже Келсо приходит в отчаяние.Элизабет Богуш в роли Алекс. |                     |             |                  |                                                                |
| |                     |             |                  |                                                                |
| Мой приятель-наркоман (англ. My Drug Buddy) | 22 января 2002      | 114         | Майкл Шпиллер    | Мэтт Тэрсис                                                    |
| Когда в больнице пропадают наркотические вещества, Эллиот подозревает в краже одного из пациентов, бывшего наркомана. Однако Алекс становится на его защиту, а Джей Ди её поддерживает. В результате Джей Ди и Эллиот ссорятся. Карлу подвозит до работы Доктор Келсо, и в итоге против неё ополчается коллектив медсестёр, решивших что она ему пособничает. В конце серии Джей Ди выясняет, что вором был тот, кого он совершенно не ожидал увидеть в подобной ипостаси. (актриса Элизабет Богуш). |                     |             |                  |                                                                |
| |                     |             |                  |                                                                |
| Мой стёб в постели и что из этого вышло (англ. My Bed Banter & Beyond) | 5 февраля 2002      | 115         | Лоуренс Триллинг | Габриэлл Аллан                                                 |
| Эпизод демонстрирует день Эллиот и Джей Ди, насыщенный их занятиями любовью, и дальнейшие дни, на протяжении которых их отношения медленно рушатся. В то же время весь персонал клиники проходит собеседование с психологом. |                     |             |                  |                                                                |
| |                     |             |                  |                                                                |
| Моё тяжёлое вмешательство (англ. My Heavy Meddle) | 26 февраля 2002     | 116         | Уилл Маккензи    | Майк Швартц                                                    |
| Джей Ди и Эллиот не общаются после разрыва, и Тёрк пытается исправить ситуацию. Доктор Кокс выпускает свой разрушительный — в буквальном смысле — гнев. Терк и Эллиот совместно работают, но не могут построить нормальные отношения, из-за отсутствия взаимоуважения. Кокс советует Джей Ди найти способ, снимать стресс, иначе тот сломается. |                     |             |                  |                                                                |
| |                     |             |                  |                                                                |
| Мой студент (англ. My Student) | 5 марта 2002        | 117         | Меттью Даймонд   | Марк Стейджмэн, Джэйн Бэккен и Дебра Фордхэм                   |
| Джей Ди, Эллиот и Тёрк получают первых студентов-практикантов. Студент Джей Ди оказывается похож на него самого в начале карьеры, но постоянно делает ошибки. Студент Эллиот — испорченный сын генерального директора компании, владеющей клиникой, который вскоре садится ей на шею. Остроумная и очаровательная студентка Тёрка вызывает романтический интерес доктора Кокса, который старается забыть Карлу. Келли Уильямс в роли Кристин Мёрфи. |                     |             |                  |                                                                |
| |                     |             |                  |                                                                |
| Моё сердце из Таскалусы (англ. My Tuscaloosa Heart) | 12 марта 2002       | 118         | Лоуренс Триллинг | Джейн Баккен, Дебра Фордхэм и Марк Стейджмэн                   |
| Джей Ди переживает из-за смерти пациента, с которым у него не сложились отношения. Карла утверждает, что Джей Ди всё сделал правильно, но тот всё равно не может уснуть. Перри не может сделать выбор между тремя женщинами: Джордан, с которой у него не больше чем секс; Кристин, которая ему романтизирует; и Карла, которая даже не знает о его чувствах. Элиот и Тёрк узнают о новой, положительной стороне доктора Келсо. |                     |             |                  |                                                                |
| |                     |             |                  |                                                                |
| Мой старик (англ. My Old Man) | 9 апреля 2002       | 119         | Адам Бернштейн   | Мэтт Тарсис                                                    |
| Родители героев приезжают в гости. Карла понимает, что похожа на мать Тёрка. Джей Ди надеется произвести впечатление на своего отца. Эллиот, после разговора с Келсо, задаётся серьёзным вопросом, почему она решила стать врачом, и было ли это именно её решением. Герои понимают, что так или иначе, родители сыграли в их жизни очень важную роль. Ли Эрми в роли отца Уборщика, Лэйн Девис — отец Эллиот, Хэтти Винстон — мать Тёрка, Джон Риттер — Сэм Дориан. |                     |             |                  |                                                                |
| |                     |             |                  |                                                                |
| По моему и никак иначе (англ. My Way or the Highway) | 16 апреля 2002      | 120         | Адам Бернштейн   | Эрик Вейнберг                                                  |
| Тёрк и Джей Ди ссорятся из-за решения о необходимом лечении для одного из пациентов. Эллиот влюбляется в своего пациента, (актёр Скотт Фоли), но не может нормально завести общение. Кокс пытается уговорить Келсо вернуть на работу медсестру. |                     |             |                  |                                                                |
| |                     |             |                  |                                                                |
| Мой жертвенный промах (англ. My Sacrificial Clam) | 30 апреля 2002      | 121         | Марк Баклэнд     | Сюжет: Дебра Фордхэм, Постановка: Яна Бэккен и Марк Стейджмэнн |
| Джей Ди случайно получает укол с кровью пациента с подозрением на гепатит Б, и начинает бояться своей работы. Эллиот пытается сделать выбор между работой и своим новым другом Шоном (актёр Скотт Фоли). |                     |             |                  |                                                                |
| |                     |             |                  |                                                                |
| Моё происшествие (англ. My Occurrence) | 7 мая 2002          | 122         | Лоуренс Триллинг | Бил Лоуренс                                                    |
| (Часть 1) В больницу попадает Бэн, брат Джордан и лучший друг Перри. Джей Ди и Кокс обнаруживают, что у него плохо свёртывается кровь. Тёрк и Эллиот «узнают» о том, что такое врачебная ошибка и насколько опасной для пациента, может быть мельчайшая оплошность. Джей Ди пребывает в иллюзии, надеясь что его опасения насчёт Бена не сбудутся. Но страшная правда, все равно его настигает. |                     |             |                  |                                                                |
| |                     |             |                  |                                                                |
| Мой герой (англ. My Hero) | 14 мая 2002         | 123         | Майкл Шпиллер    | Гарретт Донован и Неил Голдмэн                                 |
| (Часть 2) Начинается лечение лейкемии Бэна (актёр Брендан Фрэйзер). Тёрк выясняет отношения со своим руководителем, доктором Вэном. Эллиот и Карла пишут характеристику на доктора Келсо, но слишком увлекаются этим занятием, что влечёт нехорошие последствия. Джей Ди узнаёт, что Уборщик знает о его личной жизни слишком много. |                     |             |                  |                                                                |
| |                     |             |                  |                                                                |
| Мой последний день (англ. My Last Day) | 21 мая 2002         | 124         | Майкл Шпиллер    | Габриэль Алан и Майк Швартц                                    |
| Стажёры закончили первый год работы в клинике, но проблемы с пациентом заставляют их задуматься о достигнутых успехах. Кокс наталкивает Джордан на нехорошие мотивы. В итоге, Джордан рассказывает героям правду друг о друге, которую они старались скрыть все это время. |                     |             |                  |                                                                |

### Второй сезон:2002—2003
Джей Ди, Тёрк и Эллиот заканчивают интернатуру и становятся ординаторами. Они набираются опыта и уверенности в себе как во врачах. Пока отношения Тёрка и Карлы продолжают развиваться, отношения Джей Ди и Эллиот терпят очередной крах. Пэри Кокс и Джордан узнают, что у них будет ребёнок.
| Название | Премьера         | Номер эпизода | Режиссёр         | Сценарий                                                              |
| --- | ---------------- | ------------- | ---------------- | --------------------------------------------------------------------- |
| |                  |               |                  |                                                                       |
| Моё массовое убийство (англ. My Overkill) | 26 сентября 2002 | 201           | Адам Бернсштейн  | Билл Лоуренс                                                          |
| После слов Джордан отношения главных героев ухудшаются. Кокс начинает игнорировать Джей Ди, Карла обижается на Тёрка, Джей Ди не знает, что делать с его отношениями с Эллиот. Колин Хэй в роли трубадура. |                  |               |                  |                                                                       |
| |                  |               |                  |                                                                       |
| Мой соловей (англ. My Nightingale) | 3 октября 2002   | 202           | Крэйг Зиск       | Эрик Вэйнберг                                                         |
| Герои остаются на ночном дежурстве в Клинике без присмотра и должны сами решать возникающие проблемы. В это время Кокс и Джордан выясняют отношения. |                  |               |                  |                                                                       |
| |                  |               |                  |                                                                       |
| Мой учебный пример (англ. My Case Study) | 10 октября 2002  | 203           | Майкл Шпиллер    | Габриэлль Аллан                                                       |
| Доктор Келсо устраивает между сотрудниками соревнование за право отправиться на медицинскую конференцию. Тёрк должен просить Келсо о приобретении нового лазера. Эллиот переживает из-за того, что у неё не складывается дружба с Карлой. Майкл МакДональд в роли Майка Дэвиса.                                                        |                  |               |                  |                                                                       |
| |                  |               |                  |                                                                       |
| Мой длинный язык (англ. My Big Mouth) | 17 октября 2002  | 204           | Поул Куинн       | Марк Стейджмэнн                                                       |
| Отношения Карлы и Джей Ди портятся из-за того, что Дориан выдал её секрет. Хирурги соревнуются за право сопровождать Келсо в поездке по Мексике. Эллиот пытается добиться уважения Кокса. |                  |               |                  |                                                                       |
| |                  |               |                  |                                                                       |
| Моя новая форма (англ. My New Coat) | 24 октября 2002  | 205           | Марк Баклэнд     | Мэтт Тарсес                                                           |
| Джей Ди приходит на работу в медицинском халате. Репутация Эллиот претерпевает изменения. Один из пациентов считает, что Дориан совершил ошибку при его лечении. |                  |               |                  |                                                                       |
| |                  |               |                  |                                                                       |
| Мой старший брат (англ. My Big Brother) | 31 октября 2002  | 206           | Майкл Шпиллер    | Тим Хоберт                                                            |
| Дэн (актёр Том Кавана), старший брат Джей Ди, приезжает погостить, и Джей Ди не знает, как сказать тому, что он — законченный неудачник. Тёрк и Кокс спорят, выживет пациент или умрёт. В Клинике празднуют Хэллоуин. |                  |               |                  |                                                                       |
| |                  |               |                  |                                                                       |
| Мой первый шаг (англ. My First Step) | 7 ноября 2002    | 207           | Лоуренс Триллинг | Майк Швартц                                                           |
| Доктор Кокс и Джулия (актриса Хизер Локлир), сексуальный агент по продаже лекарств, выясняют отношения. Джей Ди и Эллиот спорят из-за необходимого лечения для пациента. Карла хочет быть «просто медсестрой». |                  |               |                  |                                                                       |
| |                  |               |                  |                                                                       |
| Мои кружки для фруктов (англ. My Fruit Cups) | 14 ноября 2002   | 208           | Кен Вхиттингхэм  | Джэн Баккен                                                           |
| Доктор Кокс и Джулия начинают встречаться. Выясняется, что Тёрк и Джей Ди воруют еду из Клиники. Отец Эллиот отказывается дальше оплачивать её жизнь. Появляется беременная Джордан, и Перри должен сделать выбор между ней и Джулией. Хизер Локлир в роли Джулии.                                                                     |                  |               |                  |                                                                       |
| |                  |               |                  |                                                                       |
| Мой счастливый день (англ. My Lucky Day) | 5 декабря 2002   | 209           | Лоуренс Триллинг | Дебра Фордхэм                                                         |
| Эллиот решает проблему с выездом из квартиры из-за проблем с деньгами, а также с иском о профессиональной небрежности. Джей Ди «обошёл» Кокса в знаниях, и между ними начинается соревнование. В эпизоде также снимались Алан Рук в роли Мистера Брэгина, а также Дэвид Копперфильд и Джон Риттер.                                     |                  |               |                  |                                                                       |
| |                  |               |                  |                                                                       |
| Мой монстр (англ. My Monster) | 12 декабря 2002  | 210           | Гэил Мэнкусо     | Анжела Ниссел                                                         |
| У Тёрка и Карлы проблемы в отношениях, точно так же как и у Кокса и Джордан. Джей Ди рассуждает, как Клиника поглощает их жизни. Эллиот не может найти жильё и переезжает к Тёрку и Джей Ди. Последний отказывается от отношений с девушкой из сувенирной лавки.                                                                       |                  |               |                  |                                                                       |
| |                  |               |                  |                                                                       |
| Мой приятель по сексу (англ. My Sex Buddy) | 2 января 2003    | 211           | Уилл Макинзи     | Гарретт Донован & Неил Голдмэн                                        |
| Джей Ди и Эллиот решают не возобновлять свои отношения и оставаться просто «партнёрами» в сексе. Тёрк пытается помочь Эллиот уменьшить нагрузку на работе. Карла узнаёт, почему врачи никогда не дают чётких ответов. |                  |               |                  |                                                                       |
| |                  |               |                  |                                                                       |
| Мой новый старый друг (англ. My New Old Friend) | 9 января 2003    | 212           | Крис Коч         | Габриэлль Аллан                                                       |
| Джей Ди пытается успокоить свои чувства к Эллиот и пытается снова встречаться с Лизой. У Карлы и Кокса проблемы с их пациентом-ипохондриком. Келсо объясняет Тёрку, что пациенты всегда обманывают врачей. Ричард Кинд в роли Мистера Кормэна.                                                                                         |                  |               |                  |                                                                       |
| |                  |               |                  |                                                                       |
| Моя философия (англ. My Philosophy) | 16 января 2003   | 213           | Крис Коч         | Сценарий Билла Лоуренса, постановка Мэтта Тарсеса и Тима Хоберта      |
| Эллиот требует от Келсо раздельные раздевалки для мужчин и женщин. У Кокса и Джей Ди проблемы с парой, которая ждёт ребёнка. Тёрк пытается сделать Карле предложение. |                  |               |                  |                                                                       |
| |                  |               |                  |                                                                       |
| Мой брат, моя опора (англ. My Brother, My Keeper) | 23 января 2003   | 214           | Майкл Шпиллер    | Эрик Вейнберг                                                         |
| Брат Тёрка, Кевин (актёр Дарел Хугли) приезжает в гости с новостями. Джей Ди узнаёт, что любимый всеми старый врач Таунхэнд (актёр Дик Ван Дайк) некомпетентен. |                  |               |                  |                                                                       |
| |                  |               |                  |                                                                       |
| Его рассказ (англ. His Story) | 30 января 2003   | 215           | Кэн Вхиттингхэм  | Бонни Шнейдер & Хэдлей Дэвис                                          |
| Повествование ведётся от лица доктора Кокса: он посещает психотерапевта и старается умерить свой гнев. После долгого раздумья Карла говорит Тёрку «да». Элиот знакомится с Поулом, медбратом (актёр Рики Шроедер). Эрик Богосян в роли доктора Гросса, психолога.                                                                      |                  |               |                  |                                                                       |
| |                  |               |                  |                                                                       |
| Моя карма (англ. My Karma) | 20 февраля 2003  | 216           | Марк Баклэнд     | Яна Бэккен и Дэбра Фордхэм                                            |
| Джей Ди и Тёрк играли в гольф на крыше Клиники и пытаются это скрыть. Однако их секрет знает Уборщик. Джордан готовится родить ребёнка. Джей Ди неожиданно узнаёт, что отец этого ребёнка — Кокс, однако Джордан не хочет, чтобы он об этом знал. Эллиот пытается разобраться в своих чувствах к Полу.                                 |                  |               |                  |                                                                       |
| |                  |               |                  |                                                                       |
| Мой собственный приятель из частной практики (англ. My Own Private Practice Guy) | 13 марта 2003    | 217           | Марк Баклэнд     | Анжела Ниссел и Марк Стейджмэнн                                       |
| Джей Ди знакомится с молодым врачом частной практики и узнаёт причину, по которой в прошлом развелись Кокс и Джордан. Уборщик начинает флиртовать с Эллиот. Карла переживает из-за своего нового статуса помолвленной. В серии также снимались Джей Мур в роли Питера Фишера, а также Джей Лено.                                       |                  |               |                  |                                                                       |
| |                  |               |                  |                                                                       |
| Моя С. Ж. К. (англ. My T.C.W.) | 20 марта 2003    | 218           | Адам Бернштейн   | Билл Лоуренс                                                          |
| Кокс начинает называть Джей Ди кличками собак вместо женских имён. Кокс пытается ужиться с ребёнком. У Элиот и Поула, а также Тёрка и Карлы проблемы в отношениях. Все осуждают Джей Ди за то, что он пригласил на свидание жену пациента, долгое время находящегося в коме (актриса Эми Смарт).                                       |                  |               |                  |                                                                       |
| |                  |               |                  |                                                                       |
| Моё королевство (англ. My Kingdom) | 27 марта 2003    | 219           | Майкл Шпиллер    | Эприл Песа                                                            |
| У Джей Ди начинается практика в хирургии, однако это вызывает осложнения в его дружбе с Тёрком. У Уборщика появляется циркулярная пила, и он не знает, где её использовать. Из-за шутки доктора Кокса вся Клиника думает, что Келсо скончался. Эллиот принимает решение расстаться с Полом.                                            |                  |               |                  |                                                                       |
| |                  |               |                  |                                                                       |
| Моя интерпретация (англ. My Interpretation) | 3 апреля 2003    | 220           | Вилл Макензи     | Сценарий Майка Швартца, постановка Гарретта Донована и Неила Голдмэна |
| Джей Ди посещает похороны мужа С. Ж. К. и думает о возможности дальнейших отношений с Джэми (актриса Эми Смарт). Тёрку приснился эротический сон с Эллиот, и Карла переживает из-за этого. Перри начинает очень тепло относиться к ребёнку Джордан. Пациент Джей Ди говорит только по-немецки, поэтому Джон прибегает к помощи Эллиот. |                  |               |                  |                                                                       |
| |                  |               |                  |                                                                       |
| Моя королева драматических моментов (англ. My Drama Queen) | 10 апреля 2003   | 221           | Майкл Шпиллер    | Уилл Берсон                                                           |
| Отношения Джей Ди и Джэми угасают без драм и споров. Умирает мать Карлы. Из-за постоянных этических проблем между врачами и пациентами доктор Келсо организует тематическую лекцию, вести которую должен доктор Кокс. Карла желает выйти замуж немедленно, в часовне при Клинике.                                                      |                  |               |                  |                                                                       |
| |                  |               |                  |                                                                       |
| Моя работа мечты (англ. My Dream Job) | 17 апреля 2003   | 222           | Билл Лоуренс     | Тим Хоберт и Мэтт Тэрсис                                              |
| Под конец второго года герои устали от монотонной работы. К Тёрку и Джей Ди приезжает их приятель из колледжа, Спенс (актёр Райан Рейнольдс). Кокс узнаёт, что является отцом ребёнка Джордан. Доктор Келсо унижает Эллиот. Доктор Кокс, шокированный новостью об отцовстве, заступается за неё.                                       |                  |               |                  |                                                                       |

### Третий сезон:2003—2004
Третий сезон повествует о последнем годе ординатуры Джей Ди и Эллиот. Тёрк и Карла готовятся к свадьбе. Эллиот меняет себя и свой облик. Джей Ди понимает, что всё больше хочет возобновить с ней отношения.
| Название | Премьера        | Код эпизода | Режиссёр       | Сценарий                       |
| --- | --------------- | ----------- | -------------- | ------------------------------ |
| |                 |             |                |                                |
| Моя собственная американская девушка (англ. My Own American Girl) | 2 октября 2003  | 301         | Билл Лоуренс   | Билл Лоуренс                   |
| Джей Ди, Карла и Тёрк пытаются понять, что случилось с одним из пациентов Джей Ди. У Эллиот проблемы с самооценкой. После разговора с уборщиком она решает изменить себя. Келсо отправляет Кокса в тюрьму для проведения медосмотра заключённых. Скотт Фоли в роли Шона. |                 |             |                |                                |
| |                 |             |                |                                |
| Моё путешествие (англ. My Journey) | 9 октября 2003  | 302         | Майкл Шпиллер  | Тим Хоберт                     |
| Тёрк и Карла назначают дату свадьбы. Джей Ди переживает из-за окончания его и Тёрка «эпохи», они пытаются определить границы мужской дружбы. Эллиот делает выбор между работой и Шоном. Карла пытается найти владельца найденного анализа мочи. |                 |             |                |                                |
| |                 |             |                |                                |
| Мой белый кит (англ. My White Whale) | 23 октября 2003 | 303         | Майкл Шпиллер  | Эрик Вейнберг                  |
| Джордан и Перри встревожены кашлем ребёнка и обращаются к лучшему педиатру клиники, чей характер очень похож на характер Кокса. Тёрк, Джей Ди и Эллиот получают своих первых стажёров, и отношение к ним у каждого из них разное. Джей Ди не хочет прислушиваться к совету Шона. Уборщик пытается избавиться от черты на стене. Кристофер Мелони в роли доктора Дэйва Норриса. |                 |             |                |                                |
| |                 |             |                |                                |
| Моя удачная ночь (англ. My Lucky Night) | 30 октября 2003 | 304         | Джон Инвуд     | Нейл Голдмэн и Гарретт Донован |
| Джей Ди озадачивает Уборщика и Троя загадкой про монеты. Доктор Кокс и доктор Стэдмэн соревнуются за пост главы ординатуры. Кокс не хочет прибегать к помощи Джордан. Карла заменяет медсестру в хирургии и работает вместе с Тёрком. Шон уезжает в длительную командировку, и они с Эллиот собираются поддерживать свои отношения на расстоянии. Джей Ди пытается объясниться в своих чувствах к Эллиот. |                 |             |                |                                |
| |                 |             |                |                                |
| Мой брат, где ты? (англ. My Brother, Where Are Thou?) | 6 ноября 2003   | 305         | Марк Бакленд   | Майк Швартц                    |
| Дэн (актёр Том Кавана), брат Джей Ди, приезжает в гости и узнаёт, что Джей Ди стал как Доктор Кокс, более циничным по отношению к пациентам. Доктор Келсо узнаёт, что Эллиот и Карла подрабатывают в ветеринарной клинике. |                 |             |                |                                |
| |                 |             |                |                                |
| Мой тебе совет (англ. My Advice to You) | 13 ноября 2003  | 306         | Гэил Манкусо   | Дебра Фордхэм                  |
| Марко, брат Карлы приезжает в гости. У них с Тёрком не складываются отношения. Кокс и Келсо спорят из-за работы с пациентами и Джей Ди должен определиться, на чьей он стороне. Джей Ди пытается перестать думать об Эллиот и знакомится с Дэнни (актриса Тара Рид). Выясняется, что она — сестра Джордан. |                 |             |                |                                |
| |                 |             |                |                                |
| Мои 15 секунд (англ. My Fifteen Seconds) | 20 ноября 2003  | 307         | Кен Уиттингем  | Марк Стейджменн                |
| Кокс не доволен развитием отношений между Джей Ди и Дэнни, поскольку из-за этого они слишком часто видятся. Кокс и Джей Ди не могут понять причины отравления пестицидами своей пациентки Джилл. Доктор Келсо временно теряет слух. В серии также снимался Эрик Эстрада. Карла переживает из-за того, что Эллиот более не прислушивается к её советам в области медицины. |                 |             |                |                                |
| |                 |             |                |                                |
| Мой друг-доктор (англ. My Friend the Doctor) | 4 декабря 2003  | 308         | Кен Уиттингем  | Габриэлль Аллан                |
| Кокс надрывает спину и осознаёт, что уже не так молод, как хочет казаться. Эллиот переживает из-за того, что не считает себя настоящим врачом. Джей Ди узнаёт, что Уборщик снимался в фильме «Беглец». Карла хочет иметь детей. |                 |             |                |                                |
| |                 |             |                |                                |
| Мой грязный секрет (англ. My Dirty Secret) | 11 декабря 2003 | 309         | Крис Коч       | Мэтт Тарсес                    |
| Эллиот сталкивается с проблемами из-за того что не может говорить в слух «грязные слова», называя части тела пациентов. Карла предлагает Тёрку не заниматься сексом до свадьбы. Уборщик больше не знает, как издеваться над Джей Ди, и переключается на Тёрка. Джей Ди даёт Перри совет по поводу его отношений с Джордан и сыном. Барри Боствик в роли мистера Рэндольфа. |                 |             |                |                                |
| |                 |             |                |                                |
| Моё правило большого пальца (англ. My Rule of Thumb) | 22 января 2004  | 310         | Крэйг Зиск     | Яна Баккен                     |
| Эллиот и Карла арестованы за то что пытались найти мужчину-проститутку для своей пациентки. Дэнни собирается на время переехать в квартиру Джей Ди и Тёрка и у Джей Ди возникают опасения по поводу возможных последствий. Тёрк пытается наладить отношения с доктором Коксом, потому что его мнение важно для Карлы. |                 |             |                |                                |
| |                 |             |                |                                |
| Мой чистый разрыв (англ. My Clean Break) | 3 февраля 2004  | 311         | Крис Коч       | Анжела Ниссел                  |
| Когда Дэнни предлагает Джей Ди снимать квартиру вместе, он осознаёт, что должен порвать с ней. Уборщик вновь начинает флиртовать с Эллиот. Кокс понимает, что в последнее время был слишком добр с ординаторами и те перестали его бояться. |                 |             |                |                                |
| |                 |             |                |                                |
| Мой катализатор (англ. My Catalyst) | 10 февраля 2004 | 312         | Майкл Шпиллер  | Билл Лоуренс                   |
| В клинику приходит доктор Кейси, «супер врач», давний знакомый Кокса, являющийся одновременно хирургом и врачом общей практики, кроме того он страдает навязчивыми состояниями. Джей Ди считает, что это его «идеальный наставник». Уборщик берётся решить проблему Клиники с мусором. Кокс соревнуется с доктором Кейси в знаниях и проигрывает. Тёрк понимает, что ему нужно ещё долго практиковаться в хирургии чтобы достичь «высшей лиги». Майкл Джей Фокс в роли Кевина Кейси.                                |                 |             |                |                                |
| |                 |             |                |                                |
| Мой фарфоровый бог (англ. My Porcelain God) | 17 февраля 2004 | 313         | Адам Бернштейн | Тим Хоберт и Эрик Вейнберг     |
| Доктор Кейси и Джей Ди узнают о туалете, сделанном Уборщиком на крыше Клиники. Благодаря ему многие сотрудники решают свои проблемы. Келсо закрывает одно крыло клиники для того, чтобы сэкономить деньги; Кокс организует палату в кабинете Келсо и вынуждает того вновь открыть крыло. Тёрк просит Джей Ди быть его шафером на свадьбе, однако позже выясняется, что до Джей Ди был и другой кандидат. Эллиот утрачивает уверенность в себе и обращается за помощью к Кейси. Майкл Джей Фокс в роли Кевина Кейси. |                 |             |                |                                |
| |                 |             |                |                                |
| Мой провал (англ. My Screw Up) | 24 февраля 2004 | 314         | Крис Коч       | Неил Голдмэн и Гарретт Донован |
| Дэнни (актриса Тара Рид) и Бэн (актёр Брендан Фрэйзер) приезжают чтобы отметить первый день рождения сына доктора Кокса. Тёрк и Карла переживают сразу из-за двух проблем: решения удалить с лица Тёрка родинку и желания Карлы оставить свою фамилию после свадьбы. Доктор Кокс обвиняет Джей Ди в смерти пациента, и Бэн помогает Перри простить его. |                 |             |                |                                |
| |                 |             |                |                                |
| Мой мучающийся наставник (англ. My Tormented Mentor) | 2 марта 2004    | 315         | Крэйг Зиск     | Габриэлл Аллан                 |
| Доктор Кокс тяжело переживает смерть Бэна. Ситуацию усугубляют оставшиеся погостить подруги Джордан. Карла читает лекцию о сексуальных домогательствах в Клинике. У Тёрка не складываются отношения с новым руководителем, доктором Миллер (актриса Беллами Янг). |                 |             |                |                                |
| |                 |             |                |                                |
| Моя бабочка (англ. My Butterfly) | 16 марта 2004   | 316         | Генри Чан      | Джастин Спитцер                |
| Размышления на тему «эффекта бабочки». Эпизод состоит из двух разных по развитию событий вариантов одного и того же дня. Закончится ли всё, как хотелось бы, если бы всё было сделано правильно? Обе истории начинаются с залетевшей в клинику бабочки. Тёрк переживает, что без его счастливой банданы удача отвернётся от него и просит Карлу принести её из дома. Эллиот обещает маленькой пациентке найти её игрушечную собачку.                                                                                |                 |             |                |                                |
| |                 |             |                |                                |
| Мой момент неискренности (англ. My Moment of Un-Truth) | 30 марта 2004   | 317         | Гэил Манкусо   | Рич Еутис                      |
| Карла ужинает с врачом, с которым раньше встречалась и просит Джей Ди не рассказывать об этом Тёрку. Уборщик пытается убедить Джей Ди и Тёрка в том, что у него есть брат-близнец. Эллиот не верит, что её пациент — наркоман. |                 |             |                |                                |
| |                 |             |                |                                |
| Его рассказ II (англ. His Story II) | 6 апреля 2004   | 318         | Джейсое Инслер | Марк Стейджмэнн                |
| Повествование ведётся от лица Тёрка: он осознаёт, что рассылка приглашений на свадьбу — это последний шаг в его холостяцкой жизни. Кроме того, во время операции он совершил ошибку и боится признаться в этом пациенту. Джей Ди играет роль клоуна в педиатрии вместо Эллиот. Джей Ди и Эллиот проводят ночь вместе. |                 |             |                |                                |
| |                 |             |                |                                |
| Мой самый главный выбор (англ. My Choosiest Choice of All) | 20 апреля 2004  | 319         | Адам Бернштейн | Майк Швартц                    |
| Джей Ди расстроен из-за ситуации с Эллиот, которая вернулась к приехавшему Шону, и вновь встречается с Дэнни. Уборщик узнаёт, кто каждый вечер отключает сигнализацию на одной из дверей, и на время становится охранником. Доктор Кокс думает, что влюбился в доктора Миллер. |                 |             |                |                                |
| |                 |             |                |                                |
| Мой недостаток (англ. My Fault) | 22 апреля 2004  | 320         | Ричард Уэллс   | Дебра Фордхэм                  |
| Джей Ди и Дэнни вновь расстаются. Шон и Эллиот планируют съехаться. Карла паникует из-за приближающейся свадьбы. Кокс спорит с Келсо о том, что ни один пациент не придёт на организованную Клиникой платную диагностику. Однако появляется первый желающий — ипохондрик мистер Кормэн. Джей Ди наконец признаётся Эллиот в своих чувствах. |                 |             |                |                                |
| |                 |             |                |                                |
| Моя самопроверка (англ. My Self-Examination) | 27 апреля 2004  | 321         | Рэндел Уинстон | Яна Бэккен                     |
| Марко (актёр Фредди Родригес), брат Карлы, приезжает на репетицию свадьбы. У Тёрка возникают трудности с написанием свадебной клятвы. После разговора с Дэнни и её новым другом Джей Ди окончательно понимает, что не любит Эллиот. Джордан решает больше никогда не ругаться с Коксом, и тот срывается на Уборщике. Во время репетиции свадьбы Джей Ди говорит Эллиот, что не любит её. |                 |             |                |                                |
| |                 |             |                |                                |
| Свадьба моего лучшего друга (англ. My Best Friend's Wedding) | 4 мая 2004      | 322         | Билл Лоуренс   | Тим Хоберт и Эрик Вейнберг     |
| Наступает день свадьбы Тёрка и Карлы. Из-за задержки на работе Тёрк опаздывает на венчание, а когда наконец освобождается, путает церкви. Церемония отменяется, но гости не собираются расходиться. Джей Ди хочет сделать Эллиот приятно и находит Шона. В конце серии Тёрк и Карла женятся в палате Клиники. В серии также снимались Джордж Такеи, Скотт Фоли, Тара Рид, Беллами Янг, Фредди Родригес и Кэтти Уинстон.                                                                                             |                 |             |                |                                |

### Четвёртый сезон:2004—2005
Четвёртый сезон повествует о следующем годе работы и жизни героев. Тёрк и Карла теперь официально женаты и им предстоит столкнуться с трудностями большинства молодых семей. Джей Ди и Эллиот пытаются наладить дружеские отношения после разрыва в конце третьего сезона. В клинике появляется новый врач, психиатр Молли Клок. И, наконец, Джей Ди и Эллиот становятся штатными врачами Клиники, коллегами доктора Кокса.
| Название | Премьера         | Код эпизода | Режиссёр             | Сценарий                       |
| --- | ---------------- | ----------- | -------------------- | ------------------------------ |
| |                  |             |                      |                                |
| Новый друг моего старого друга (англ. My Old Friend's New Friend) | 31 августа 2004  | 401         | Билл Лоуренс         | Эрик Вейнберг                  |
| Тёрк и Карла возвращаются из медового месяца. В Клинике появляется новый психиатр, доктор Молли Клок (актриса Хизер Грэм). Она быстро находит общий язык с Эллиот, поскольку Джей Ди, Тёрк и Карла временно отдалились от неё. Карла разрешает Тёрку самому выбрать машину для их семьи. В результате он и Джей Ди покупают три скутера. |                  |             |                      |                                |
| |                  |             |                      |                                |
| Мой офис (англ. My Office) | 7 сентября 2004  | 402         | Гэил Мэнкусо         | Мэтт Тарсес                    |
| Доктор Кокс назначает Джей Ди и Эллиот старшими ординаторами, однако из-за проблем во взаимоотношениях им тяжело работать вместе. Кокс и Тёрк озадачены проблемой извлечения большой лампочки из ануса пациента и вынуждены прибегнуть к помощи Уборщика. |                  |             |                      |                                |
| |                  |             |                      |                                |
| Моя новая игра (англ. My New Game) | 14 сентября 2004 | 403         | Кен Уиттингем        | Габриэлль Аллан                |
| Уборщик изменил табличку на двери кабинета Джей Ди и Эллиот, поэтому весь персонал считает, что он — помощник Эллиот. Кокс и Джордан узнают, что формально всё ещё женаты. Это создаёт осложнения в их взаимоотношениях. Кроме того, у Кокса возникает профессиональный конфликт с Молли Клок. |                  |             |                      |                                |
| |                  |             |                      |                                |
| Моё первое убийство (англ. My First Kill) | 21 сентября 2004 | 404         | Кен Уиттингем        | Тэд Куилл                      |
| Кокс объясняет Джей Ди, что любой врач за свою практику убил хотя бы одного пациента и тот факт, что действия Джей Ди пока не привели ни к чьей смерти, — вопрос времени. Эллиот хочет добиться для своего пациента — бывшего наркомана пересадки сердца и переживает, когда Молли возражает против этого. |                  |             |                      |                                |
| |                  |             |                      |                                |
| Её рассказ (англ. Her Story) | 28 сентября 2004 | 405         | Джон Инвуд           | Анжела Ниссел                  |
| Повествование ведётся от лица Эллиот. Она начинает считать Молли своим наставником, однако после знакомства с её другом у неё возникают сомнения по этому поводу. Их развеивает доктор Кокс. Карла требует, чтобы они с Тёрком ложились спать в одно время. Джей Ди считает, что Кокс подрывает его авторитет среди стажёров. |                  |             |                      |                                |
| |                  |             |                      |                                |
| Мой торт (англ. My Cake) | 12 октября 2004  | 406         | Генри Чен            | Гарретт Донован и Неил Голдмэн |
| В город приезжает брат Джей Ди Дэн (актёр Том Кавана) и сообщает, что их отец скончался. Доктор Кокс испытывает сложности с моральной поддержкой Джей Ди. У Тёрка обнаруживают симптомы диабета, и он старается скрыть это от Карлы. Серия посвящена Джону Риттеру, который скончался в 2003 году. Именно он сыграл в 1 сезоне отца Джей Ди. |                  |             |                      |                                |
| |                  |             |                      |                                |
| Мой обычный противник (англ. My Common Enemy) | 19 октября 2004  | 407         | Джоанна Кернс        | Билл Каллахан                  |
| Джей Ди негативно воспринимает роман Эллиот и его брата Дэна, который продолжает пребывать в городе после смерти их отца. Кокс и Келсо убеждают Молли, что не в каждом человеке можно найти что-то хорошее. Тёрк использует свой диабет для извлечения выгоды. Точно так же поступает и Карла. |                  |             |                      |                                |
| |                  |             |                      |                                |
| Мой последний шанс (англ. My Last Chance) | 26 октября 2004  | 408         | Зак Брафф            | Майк Швартц                    |
| Молли и Джей Ди в одном шаге от постели, но сначала тот должен получить «разрешение» у Эллиот. Ситуация осложняется тем, что Молли собирается уезжать. Кокс должен отработать два дня в скорой помощи вместе с Денис Леммон (актриса Молли Шэннон), которая его раздражает. |                  |             |                      |                                |
| |                  |             |                      |                                |
| Моё разбирательство (англ. My Malpractical Decision) | 9 ноября 2004    | 409         | Гэил Мэнкусо         | Яна Бэккен                     |
| (Часть 1) Джей Ди и Кокс должны решить вопрос о том, стоит ли оказывать необязательную помощь отцу Нины Бродерик Джулиана Маргулис, адвоката, которого недолюбливают все врачи. Тёрк издевается над Уборщиком и пытается отвязаться от ипохондрика Кормена. Эллиот не знает, как сказать Дагу, что ему не стоит быть врачом. |                  |             |                      |                                |
| |                  |             |                      |                                |
| Моя женская проблема (англ. My Female Trouble) | 16 ноября 2004   | 410         | Крис Коч             | Дебра Фордхэм                  |
| (Часть 2) Джей Ди не знает, как порвать отношения с Ниной, которая представляет интересы мистера Кормана в деле против Тёрка, и прибегает к помощи Джордан. Эллиот получает пациента-сексиста, который является членом попечительского совета клиники. |                  |             |                      |                                |
| |                  |             |                      |                                |
| Мой единорог (англ. My Unicorn) | 23 ноября 2004   | 411         | Мэттью Перри         | Тэд Куилл и Габриэлль Аллан    |
| Джей Ди пытается уговорить Мюррея Марка (актёр Мэттью Перри) стать донором для его больного отца (актёр Джон Беннетт Перри). Карла и Джордан, несмотря на предупреждения Тёрка, учат Эллиот использовать сексуальность в своих интересах. |                  |             |                      |                                |
| |                  |             |                      |                                |
| Мой лучший момент (англ. My Best Moment) | 7 декабря 2004   | 412         | Крис Коч             | Анжела Ниссел                  |
| Когда Джей Ди читает лекцию молодым людям, желающим стать врачами, речь заходит о лучших моментах в медицинской практике. Каждый из героев вспоминает свой «лучший момент». Одновременно герои пытаются поставить диагноз молодому мужчине, поступившему в больницу в сопровождении десятилетнего сына. |                  |             |                      |                                |
| |                  |             |                      |                                |
| Мой инфаркт миокарда (англ. My Ocardial Infarction) | 18 января 2005   | 413         | Кен Уиттингем        | Марк Стэйджмэнн                |
| Джей Ди осознаёт, что Эллиот стала лучшим врачом, чем он. Тёрк понимает, насколько серьёзным заболеванием является диабет. Уборщик убеждает Эллиот, что участвует в группе, исполняющей песни акапелла и вынужден соревноваться с группой Теда. |                  |             |                      |                                |
| |                  |             |                      |                                |
| Моё счастливое обаяние (англ. My Lucky Charm) | 25 января 2005   | 414         | Крис Коч             | Майк Швартц                    |
| В клинику попадает жертва драки в баре и его «ирландский брат». Джей Ди и Тёрк понимают, что их жизнь куда менее насыщена по сравнению с жизнью этого человека. Эллиот и Карла осознают, что в их дружбе возникли проблемы. Кокс делает вазектомию втайне от Джордан. Приглашенные актёры: Колин Фаррелл в роли «брата» больного |                  |             |                      |                                |
| |                  |             |                      |                                |
| Моя лицемерная клятва (англ. My Hypocritical Oath) | 1 февраля 2005   | 415         | Крэйг Зиск           | Тим Хоберт                     |
| Джей Ди знакомится с Кайли, парень которой, как оказывается, имеет венерическое заболевание. Однако из-за врачебной тайны Джей Ди не может рассказать Кайли об этом. Кокс мечтает посмотреть баскетбольный матч, но вынужден остаться на дежурство в клинике. Уборщик шантажирует его, угрожая сообщить финальный счёт до того, как Кокс сможет посмотреть запись матча. |                  |             |                      |                                |
| |                  |             |                      |                                |
| Мой карантин (англ. My Quarantine) | 8 февраля 2005   | 416         | Майкл Шпиллер        | Тэд Куилл                      |
| Во время свидания Кайли и Джей Ди они оказываются в Клинике. В этот момент у одного из пациентов обнаруживается подозрение на атипичную пневмонию, что означает, что весь персонал больницы оказывается на карантине до получения результатов анализов. Кроме них запертыми в Клинике оказываются Джордан и её сестра Дэнни. |                  |             |                      |                                |
| |                  |             |                      |                                |
| Моя жизнь в четыре камеры (англ. My Life in Four Cameras) | 15 февраля 2005  | 417         | Адам Бернштейн       | Дебра Фордхэм                  |
| Кокс и Келсо спорят о возможности увольнения одного сотрудника клиники, в результате чего Келсо предлагает Коксу самому решить проблему с бюджетом, обойдясь без увольнений. Карла и Тёрк пытаются поддержать романтику своих отношений. В клинику попадает пациент, сценарист сериала «Весёлая компания» (в российской озвучке использовался сериал «Друзья», как лучше известный российскому телезрителю). Джей Ди фантазирует о том, как бы складывалась жизнь Клиники, если бы они были героями классического ситкома, снимаемого несколькими камерами в присутствии живой публики. |                  |             |                      |                                |
| |                  |             |                      |                                |
| Мои соседи (англ. My Roommates) | 22 февраля 2005  | 418         | Крейг Зиск           | Тим Хоберт                     |
| У Джей Ди возникают проблемы в отношениях с Кайли. Тёрк и Карла предлагают Джей Ди съехать. Позже пара осознаёт, что в их отношениях есть проблемы. Перри обнаруживает, что сын его старого друга страдает аутизмом. |                  |             |                      |                                |
| |                  |             |                      |                                |
| Мои лучшие отложенные планы (англ. My Best Laid Plans) | 1 марта 2005     | 419         | Зак Брафф            | Билл Каллахан                  |
| Молли возвращается в Клинику, и Джей Ди расстаётся с Кайли чтобы быть с ней. Карла узнаёт, что Тёрк продолжает общаться со своей бывшей подругой. Кокс и Уборщик спорят о том, сможет ли последний пригласить Эллиот на свидание. |                  |             |                      |                                |
| |                  |             |                      |                                |
| Бесплатная стрижка моего начальника (англ. My Boss's Free Haircut) | 29 марта 2005    | 420         | Джон Инвуд           | Марк Стейджмэн                 |
| У Карлы и Тёрка проблемы в отношениях, поэтому они временно живут отдельно. Джей Ди пытается спасти Тёрка от депрессии и ведёт его на карнавал. На Кокса поступают жалобы на грубое обращение с пациентами. Келсо решает доказать, что с пациентами можно быть вежливым. |                  |             |                      |                                |
| |                  |             |                      |                                |
| Мой рот на замке (англ. My Lips Are Sealed) | 5 апреля 2005    | 421         | Джон Мишель          | Дженей Баккен                  |
| Пытаясь помирить Карлу и Тёрка, Джей Ди напивается вместе с Карлой. В результате они случайно целуются и решают утаить этот инцидент от Тёрка. В клинике Эллиот конфликтует с доктором Келсо по поводу сохранения врачебного профессионализма, столкнувшись с молодым пациентом, страдающим от последствий приёма таблеток для повышения эрекции. Тем временем Перри, после того как его сын упал с детской горки, пытается найти компромисс: быть ли ему сверхзаботливым отцом или крутым папашей, как он сам того хочет.                                                              |                  |             |                      |                                |
| |                  |             |                      |                                |
| Мой серьёзный поступок (англ. My Big Move) | 12 апреля 2005   | 422         | Виктор Нелли младший | Бонни Сикауиц                  |
| Тёрк узнаёт о том что Джей Ди и Карла поцеловались. Он не знает кого в этом винить и решает играть с ними в молчанку до тех пор, пока не выяснит кто виноват. Доктор Кокс, пытаясь наладить отношения с пациенткой — страдающей эпилепсией девочкой-подростком, просит помощи у Элиот. Уборщика волнует, что все стали неожиданно реагировать на его новую форму. |                  |             |                      |                                |
| |                  |             |                      |                                |
| Моя вера в человечность (англ. My Faith in Humanity) | 19 апреля 2005   | 423         | Кен Уиттингем        | Давид Луис Фейнберг            |
| Джей Ди вынужден столкнуться с природой человеческих отношений, когда в клинику попадает умирающая женщина. В больницу её приносит сосед, Джек. Джек помогает ей осознать что её время пришло. К сожалению её брат придерживается другого мнения, и хочет засудить Джека. Элиот просит у доктора Кокса и Карлы совета, как ей привлечь внимание Джека. У Тёрка возникают проблемы с семейной терапией. Приглашенные актёры: Джош Рэндел в роли Джека и Элен Албертини Доу в роли Бэтти.                                                                                                 |                  |             |                      |                                |
| |                  |             |                      |                                |
| Моя поездка (англ. My Drive-By) | 26 апреля 2005   | 424         | Уилл Маккензи        | Анжела Ниссель                 |
| Тёрк пытается сдержать своё эго, чтобы убедить Кокса, что он не эгоист, внутри себя после того, как спас жизнь человеку возле палатки с тако. Чтобы не разрушить свои отношения с Джеком, Эллиот заручается поддержкой Джей Ди, который идёт с ней вместе на свидание. Тем временем доктор Келсо терроризирует клинику, ездя на своём небольшом мотоцикле по её коридорам, пока не вмешивается Уборщик. Приглашенные актёры: Джош Рэндел в роли Джека. |                  |             |                      |                                |
| |                  |             |                      |                                |
| Мои изменённые пути (англ. My Changing Ways) | 10 мая 2005      | 425         | Виктор Нелли младший | Билл Лоуренс                   |
| Джей Ди готовится жить один, все больше разрывая дружбу с Тёрком. Эллиот пытается сделать новую карьеру в другой клинике и это расстраивает Карлу, которая думает, что Эллиот осталась лучше бы в старой клинике, несмотря на близость новой работы. Доктор Кокс пытается предотвратить поступление на работу в клинику Джордан. Приглашенные актёры: Джош Рэндел в роли Джека. |                  |             |                      |                                |

### Пятый сезон:2006
Пятый сезон повествует о пятом годе работы Джей Ди, Тёрка и Эллиот в клинике. Тёрк заканчивает ординатуру и становится штатным хирургом. В клинику поступают новые стажеры в подчинение Джей Ди и Эллиот. У одного из этих стажеров, Кита Дудмейстера, возникают романтические отношения с Эллиот, что порождает много проблем и слухов, ведь Эллиот — начальница Кита. Тёрк и Карла решают завести ребёнка.
| Название | Первый выход в эфир | Код серии | Режиссёр               | Сценарий                      |
| --- | ------------------- | --------- | ---------------------- | ----------------------------- |
| |                     |           |                        |                               |
| Глаза моего стажёра (англ. My Intern's Eyes) | 3 января 2006       | 501       | Билл Лоуренс           | Билл Лоуренс                  |
| Теперь Джей Ди лечащий врач и он вынужден работать со своими собственными стажёрами, в то время как доктор Кокс проверяет, собирается ли он подчиняться правилам несмотря на возросшую ответственность. Тёрк колеблется по поводу идеи Карлы завести ребёнка. Тем временем Эллиот начинает свою работу в окружной клинике и старается не выглядеть глупой. Некоторые фрагменты показаны глазами Кита Дудмайстера, который сыграет свою роль несколько позже.                                        |                     |           |                        |                               |
| |                     |           |                        |                               |
| Моё посвящение (англ. My Rite of Passage) | 3 января, 2006      | 502       | Билл Лоуренс           | Дженей Баккен                 |
| Джей Ди понимает, что ординаторы смеются над его шутками только для того, чтобы польстить ему. Джордан верит наркоману, который обманывает всех в клинике, чтобы получить дозу. Эллиот теряет работу и Карла вынуждена держать это в тайне от всех, что даётся ей непросто. |                     |           |                        |                               |
| |                     |           |                        |                               |
| Мой день на гонках (англ. My Day at the Races) | 10 января, 2006     | 503       | Майкл Спиллер          | Эрик Вейнберг                 |
| Эллиот и Джей Ди нужно новое жилье. Карла предлагает им решить сразу две проблемы, поселившись вместе. Джей Ди празднует тридцатилетие и понимает, что не успел сделать много важного. Пациентка хочет, чтобы во время операции вместо наркоза использовали гипноз, но Тёрк не может на это решиться. |                     |           |                        |                               |
| |                     |           |                        |                               |
| Мои прыткие шары (англ. My Jiggly Balls) | 10 января, 2006     | 504       | Рик Блю                | Тим Хоберт                    |
| Джей Ди должен представить доктора Келсо на званом ужине. Он начинает следить за Келсо, чтобы найти в нём что-то хорошее. Кокс пытается включить своего пациента в экспериментальную программу лечения рака, но Келсо делает выбор в пользу более богатого пациента. Уборщик придумывает игру «прыткие шары», чтобы разыграть Джей Ди. Эллиот работает в бесплатной больнице и ребята решают помочь ей вернуться в клинику.                                                                         |                     |           |                        |                               |
| |                     |           |                        |                               |
| Мой новый бог (англ. My New God) | 17 января, 2006     | 505       | Виктор Нелли младший   | Асим Батра                    |
| Джордан решает крестить Джека, но Коксу эта идея не нравится. Джордан приглашает на крестины сестру Кокса Пейдж, которая раздражает его своей религиозностью. Тёрк и Карла делают всё, чтобы зачать ребёнка, но все эти формальности не возбуждают Тёрка. Джей Ди помогает Уборщику с переездом, пытаясь с ним подружиться. |                     |           |                        |                               |
| |                     |           |                        |                               |
| Моя потерянная проницательность (англ. My Missed Perception) | 17 января, 2006     | 506       | Билл Лоуренс           | Кевин Бигел                   |
| Карла обманом пытается собрать всех сотрудников клиники, чтобы сделать групповую фотографию. Из-за недопонимания пациентка отказывается от услуг Джей Ди и теперь он должен извиниться. Эллиот и Тёрк не могут понять причины боли, которую испытывает их пациент, и поэтому начинают сомневаться в его словах. |                     |           |                        |                               |
| |                     |           |                        |                               |
| Мой путь домой (англ. My Way Home) | 24 января, 2006     | 507       | Зак Брафф              | Нил Голдман и Гарретт Донован |
| Джей Ди вызывают в клинику в его выходной. Джордан просит Карлу посидеть с Джеком и она понимает, что ей не так уж сильно нравятся дети. Эллиот считает себя экспертом по эндокринологии, но пасует, когда её просят прочитать лекцию для специалистов. В клинике намечается первая трансплантация сердца и тот из стажеров, кто уговорит родственников погибшего отдать сердце для трансплантации, будет ассистировать на операции. Тёрк участвует в соревновании.                                 |                     |           |                        |                               |
| |                     |           |                        |                               |
| Моя большая птица (англ. My Big Bird) | 24 января, 2006     | 508       | Роб Гринберг           | Дебра Фордхэм                 |
| В клинике из-за врачебной ошибки умирает пациент. На комиссии врачам предстоит выяснить, кто виновен в его смерти. Джей Ди и Тёрк проникают в дом пациента, чтобы получить благодарность за свою работу. Эллиот целуется с отцом своего пациента и винит себя за это. В клинике проходит лотерея, каждый надеется на выигрыш. |                     |           |                        |                               |
| |                     |           |                        |                               |
| Моя половина акра (англ. My Half-Acre) | 7 февраля, 2006     | 509       | Линда Мендоза          | Билл Каллахан                 |
| Тёрк неуважительно разговаривает с Келсо, за что тот запрещает ему участвовать в музыкальном конкурсе. Джей Ди идёт на свидание вслепую с внучкой своей пациентки, которая оказывается немного неуклюжей. Эллиот постоянно даёт Джей Ди советы насчёт отношений. Перри боится, что никогда не сможет стать хорошим отцом. Пациентка Кокса отказывается от операции по религиозным причинам. |                     |           |                        |                               |
| |                     |           |                        |                               |
| Её рассказ II (англ. Her Story II) | 7 февраля, 2006     | 510       | Крис Кох               | Майк Шварц                    |
| Джей Ди знакомит друзей с Джули, которая сразу всем нравится. Однако сам Джей Ди начинает придираться к ней из-за мелочей, чем рискует испортить отношения. Карла решается сделать тест на фертильность, получив неожиданную поддержку Келсо. |                     |           |                        |                               |
| |                     |           |                        |                               |
| Трофей моего приятеля (англ. My Buddy's Booty) | 28 февраля, 2006    | 511       | Рэндалл Уинстон        | Марк Штегеманн                |
| Тёрк не выполняет просьбу Карлы относительно тренажеров для женщин. Кокс заводит дружбу с уборщиком, но вскоре разочаровывается в ней. Эллиот использует служебное положение для того, чтобы найти парня, и Джей Ди это не нравится. |                     |           |                        |                               |
| |                     |           |                        |                               |
| Мой кабачок (англ. My Cabbage) | 28 февраля, 2006    | 512       | Джон Инвуд             | Райан А. Левин                |
| Чтобы навредить Киту, Джей Ди решает быть более строгим к ординаторам. Но когда выясняется, что большинство ошибок совершает его любимчик по кличке Кабачок, Джей Ди понимает, что быть справедливым не так просто. В клинике заводится ворон и Келсо заставляет Уборщика избавиться от него. Но Уборщик привязывается к ворону и идёт на хитрость, чтобы тот мог остаться. Тёрк и Эллиот теряют записку от пациента и им приходится выкручиваться.                                                 |                     |           |                        |                               |
| |                     |           |                        |                               |
| Мои пять стадий (англ. My Five Stages) | 7 марта, 2006       | 513       | Джей Алаимо            | Тэд Квилл                     |
| Пациентка Джей Ди и Кокса всё-таки умирает. Они вместе с ней проходят пять стадий принятия смерти: отрицание, злость, сделка, депрессия и, наконец, принятие. Элиот понимает, что Кит для неё не просто любовник, и принимает это. Тед с поддержкой Уборщика пытается бороться с гнетом Келсо, но хочет ли Тед на самом деле избавиться от него? |                     |           |                        |                               |
| |                     |           |                        |                               |
| Мой собственный персональный ад (англ. My Own Personal Hell) | 14 марта, 2006      | 514       | Адам Бернштейн         | Эрен Целебоглю                |
| Местный журнал назвал Кокса лучшим врачом в городе. Карла подозревает, что проблемы с фертильностью могут быть у Тёрка, так как у неё все в порядке. Тёрка это задевает, но он соглашается сдать анализ. Эллиот злится на Джей Ди за то, что ему не нравится Кит. Ординаторы обвиняют Эллиот в злоупотреблении служебным положением, но Джей Ди заступается за неё. |                     |           |                        |                               |
| |                     |           |                        |                               |
| Моя лишняя миля (англ. My Extra Mile) | 21 марта, 2006      | 515       | Кен Уиттингем          | Марк Штегеманн                |
| Хирурги-ординаторы борются за место в клинике, подлизываясь к Келсо. Но оказывается, что оценка по способностям для них ещё неприятнее. Джей Ди сближается с пациентами, Кокс этого не одобряет. Вскоре Джей Ди понимает, почему. Карла теряет пациента и Уборщик помогает ей его разыскать. |                     |           |                        |                               |
| |                     |           |                        |                               |
| Моя блестящая идея (англ. My Bright Idea) | 28 марта, 2006      | 516       | Майкл Спиллер          | Дженей Баккен                 |
| Карла беременна, но все держат это от неё в секрете, потому что Карла мечтает узнать о беременности первой. Эллиот и Кокс не разговаривают. Джей Ди заставляет Уборщика проглотить датчик и начинает следить за ним. |                     |           |                        |                               |
| |                     |           |                        |                               |
| Мой ливерный паштет (англ. My Chopped Liver) | 4 апреля, 2006      | 517       | Уилл Маккензи          | Дебра Фордхэм                 |
| Джоржан заставляет Кокса пойти на двойное свидание с Эллиот и Китом. Пациенту Джей Ди предстоит пересадка печени, донор — брат пациента, который очень нравится Джей Ди. Келсо расстроен из-за смерти пса и поэтому доверяет Карле общение с персоналом. Она понимает, насколько тяжело говорить «нет». Тёрк жертвует свободным вечером, чтобы провести его с Джей Ди. |                     |           |                        |                               |
| |                     |           |                        |                               |
| Мой новый костюм (англ. My New Suit) | 11 апреля, 2006     | 518       | Виктор Нелли младший   | Тим Хоберт                    |
| Джей Ди пытается убедить брата найти нормальную работу. Тёрк с Карлой начинают придумывать имя для будущего ребёнка. В больницу поступает Герберт — очень толстый пациент, чей вес вызывает много проблем. Кокс шутит над сыном Келсо, чем вызывает его гнев. Но Кокс сам не понимает, чем обидел Келсо. |                     |           |                        |                               |
| |                     |           |                        |                               |
| Его рассказ III (англ. His Story III) | 18 апреля, 2006     | 519       | Джон Инвуд             | Анжела Ниссель                |
| Повествование в серии ведётся от лица Уборщика, который пытается реализовать свои способности. Карла и Тёрк занимаются подготовкой к рождению ребёнка. Тёрк опасается, что ребёнок изменит всю его жизнь. Джей Ди снимает видеописьмо для своей мамы. Он внезапно пропадает, но никто не замечает этого. Кокс переживает кризис среднего возраста. Он соревнуется с Тёрком, чтобы доказать, что ещё в форме. Карла прикрывает ординаторов и Эллиот наконец-то понимает, как сильно она ей помогала. |                     |           |                        |                               |
| |                     |           |                        |                               |
| Мой ланч (англ. My Lunch) | 25 апреля, 2006     | 520       | Джон Мишель            | Тэд Квилл                     |
| Джей Ди пытается заставить Кокса пообедать с ним. В магазине они встречают бывшую пациентку, которая пыталась покончить с собой. Джей Ди уделяет ей слишком мало внимания, и начинает винить себя в её смерти. В клинике сразу три пациента, в том числе старый друг Перри дожидаются доноров для пересадки. Эллиот и Карла подозревают, что Тодд гомосексуалист. Он подыгрывает им, но потом и сам перестаёт понимать, кто он. Пациенты Кокса умирают один за одним и это выбивает его из себя.    |                     |           |                        |                               |
| |                     |           |                        |                               |
| Мой падший идол (англ. My Fallen Idol) | 2 мая, 2006         | 521       | Джоанна Кернс          | Билл Каллахан                 |
| Перри пытается оправиться после смерти сразу троих пациентов. Карла заставляет ребят проводить с ним больше времени, но, кажется, это не помогает. Джей Ди расстроен, потому что образ Кокса-супергероя рушится. Тёрк пытается понравиться новому наставнику по ортопедии, который любит проявление эмоций. Джей Ди считает себя профессионалом в этом и пытается помочь ему. |                     |           |                        |                               |
| |                     |           |                        |                               |
| Мое дежавю, мое дежавю (англ. My Déjà vu, My Déjà vu) | 9 мая, 2006         | 522       | Линда Мендоза          | Майк Шварц                    |
| Доктор Кокс возвращается в клинику после перерыва. У Джей Ди возникает ощущение дежавю, но на этот раз все складывается иначе. Эллиот думает, что у Кокса проблемы с принятием решений, но Кокс жестоко шутит над ней. Карла злится, что из-за беременности у неё появилось много ограничений. Она пытается заставить Тёрка ограничивать себя тоже. |                     |           |                        |                               |
| |                     |           |                        |                               |
| Мой уролог (англ. My Urologist) | 16 мая, 2006        | 523       | Ричард Александр Уэллс | Нил Голдман и Гарретт Донован |
| Джей Ди знакомится с Ким, урологом из клиники, которую он раньше не замечал из-за её обручального кольца. Она нравится ему, но Джей Ди сразу же разочаровывается в ней. Эллиот собирается бросить Кита, и это сильно расстраивает Карлу, которая вне себя из-за беременности. Уборщик ворует у Келсо деньги, но тот ничего не может доказать, потому что не знает точно, сколько у него денег. |                     |           |                        |                               |
| |                     |           |                        |                               |
| Мой исход (англ. My Transition) | 16 мая, 2006        | 524       | Билл Лоуренс           | Асим Батра и Кевин Бигель     |
| Эллиот устраивает вечеринку для Карлы. Перри и Джордан дарят Тёркам старые вещи Джека, но скоро выясняется, что они могут пригодиться и самим Коксам. Джей Ди приглашает Ким на самое романтическое свидание, но, как обычно, всё идёт не так, как запланировано. |                     |           |                        |                               |

### Шестой сезон:2006—2007
Шестой год работы героев в клинике. Выясняется, что Ким Бриггс беременна от Джей Ди. У Терка и Карлы рождается ребёнок. У доктора Кокса и Джордан рождается второй ребёнок. Эллиот увольняется из клиники и переходит на частную практику, но, тем не менее, продолжает развивать свои отношения с Китом.
| Название | Первый выход в эфир | Код серии | Режиссёр               | Сценарий                      |
| --- | ------------------- | --------- | ---------------------- | ----------------------------- |
| |                     |           |                        |                               |
| Моё зеркальное отражение (англ. My Mirror Image) | 30 ноября, 2006     | 601       | Джон Инвуд             | Тим Хоберт                    |
| Джей Ди старается уйти от разговора с Ким о её беременности. Джей Ди везут в Вегас и почти выдают замуж за пожилого гея. Клиника танцует под «Bye-Bye-Bye». Доктор Кокс борется с приступами гнева. Уборщик задумывается о том, что он, возможно, зря прожил жизнь. |                     |           |                        |                               |
| |                     |           |                        |                               |
| Детка детки моего лучшего друга и детка моей детки (англ. My Best Friend's Baby's Baby and My Baby's Baby) | 7 декабря, 2006     | 602       | Гейл Манкузо           | Гаррет Донован и Нил Голдман  |
| Карла готовится рожать. Джей Ди и Ким пытаются решить, как поступить с их будущим ребёнком — рожать или делать аборт. Джордан злится на Перри за то, что он разговаривает с Джеком, как со своим собутыльником. |                     |           |                        |                               |
| |                     |           |                        |                               |
| Мой кофе (англ. My Coffee) | 14 декабря, 2006    | 603       | Рик Блю                | Тэд Квилл                     |
| Тёрк начинает брать деньги за медицинские советы. Джей Ди уверяет его, что это незаконно, но вскоре поступает так же, о чём потом жалеет. Пациентом Эллиот оказывается врач частной практики. Обслуживающий персонал клиники во главе с Уборщиком требует от доктора Келсо стоматологическую страховку. |                     |           |                        |                               |
| |                     |           |                        |                               |
| Мой доктор Хаус (англ. My House) | 4 января, 2007      | 604       | Джон Путч              | Билл Каллахан                 |
| Женщинам клиники предстоят серьёзные перемены. Эллиот начинает работать в частном отделении — к счастью, её кабинет на том же этаже, что и раньше. Карла не готова выписываться из клиники после родов, а Ким решает, уехать ли работать на четыре месяца в Такому, штат Вашингтон. Джей Ди пытается быть супер-преданным бойфрендом в надежде, что Ким решит остаться. Но его забота лишь помогает ей принять предложение о новой работе. Джей Ди решает признаться, что не хочет, чтобы она уезжала. Их разговор перерастает в ссору, он обвиняет Ким в том, что она поступает так, как лучше ей, а не как лучше для их отношений. Ким оскорблена, она уезжает в аэропорт одна. Позже Джей Ди понимает, что готов поддержать её решение — он догоняет её в аэропорту, чтобы помириться. Тёрк просит Кокса убедить Карлу выписаться домой, поскольку пребывание в клинике слишком дорого стоит. У Карлы начинается постродовая депрессия, но этого никто не замечает. Эллиот обижена тем, что её лучшие друзья и бывшие коллеги Тёрк и Джей Ди не поздравили её с переходом на новую работу. Джей Ди не может понять, почему у его пациентки Сары, здоровой молодой женщины, серьёзные проблемы с сердцем, к тому же у неё отказывают почки. Подобно доктору Хаусу из одноимённого телесериала, Кокс определяет, что у Сары Кардиомиопатия такоцубо, так же известная как «Синдром разбитого сердца», которая развилась после смерти её мужа. Ещё один пациент стал оранжевым, потому что ел слишком много моркови и пил слишком много томатного сока. |                     |           |                        |                               |
| |                     |           |                        |                               |
| Мой друг с деньгами (англ. My Friend With Money) | 11 января, 2007     | 605       | Джон Мишель            | Габриэль Аллан                |
| Эллиот наслаждается преимуществами частной практики. Теперь она получает больше, а также может ежедневно уходить с работы ровно в пять, бросая своих пациентов на других врачей, обычно на доктора Кокса. В отместку он меняет её назначения и обвиняет её в том, что теперь, получая больше денег, она меньше заботится о пациентах. К её удивлению, Джей Ди согласен с Коксом. Эллиот и Джей Ди выясняют отношения и мирятся. Эллиот даже покупает Джей Ди веб-камеру, чтобы они с Ким могли видеть друг друга в любое время. Карла страдает от постродовой депрессии. Обсудив с Тёрком положение вещей, они решают не обращаться за помощью к специалистам — по крайней мере, пока. Позже Карле приходится консультироваться со специалистами по лактации, поскольку у неё не получается кормить Изабеллу грудью. С помощью Тёрка она справляется с этой проблемой, после чего оставляет дочку на попечение одиннадцатилетнего соседа Бобби и сбегает в магазин. Тёрк видит, как она консультирует покупателей. Он обращается за помощью к Коксу, который вызывает Джордан. Джордан советует Карле, как можно справиться со своими эмоциями. Чтобы заработать, доктор Келсо привлекает богатых пациентов, предлагая им палаты класса люкс — с повышенным комфортом. Доктор Кокс прячется в одной такой палате, чтобы скрыться от беременной и прожорливой Джордан. Уборщик решает прятаться вместе с ним. Им сложно ужиться вместе, и Уборщик выселяет Кокса. В качестве мести Кокс выдаёт их пристанище доктору Келсо.                              |                     |           |                        |                               |
| |                     |           |                        |                               |
| Мой мюзикл (англ. My Musical) | 18 января, 2007     | 606       | Уилл Маккензи          | Дебра Фордхэм                 |
| Клиника превратилась в бродвейскую сцену — к ним поступила Пэтти (Стефани Д’Абруццо, актриса мюзикла «Avenue Q»), которая жалуется, что вокруг неё все поют. Сотрудники клиники пытаются определить причину столь странного симптома и распевают в собственном мюзикле. Карла и Тёрк в ритме танго решают, остаться Карле дома с ребёнком или вернуться на работу. Эллиот думает, как ей объяснить Джей Ди, что она больше не хочет делить с ним кров. Джей Ди и Тёрк поют о своей мужской любви друг к другу. У Пэтти обнаруживают аневризму мозга — ей необходима операция. Операция проходит успешно, и Пэти больше не слышит музыку вокруг. |                     |           |                        |                               |
| |                     |           |                        |                               |
| Его история IV (англ. His Story IV) | 1 февраля, 2007     | 607       | Линда Мендоза          | Майк Шварц                    |
| Мы видим жизнь доктора Келсо его глазами. Его обвиняют в равнодушии к делам клиники. Он проникается сочувствием к пациенту, рядовому Брайану Случаю (Майкл Уэстон). Рассказы Случая о том, как он воевал в Ираке, раскололи клинику на две противоборствующие половины — за войну в Ираке и против. Увлекшись политическими диспутами, все забывают о пациенте. Джей Ди слишком занят поисками квартиры — из-за своей неосведомленности он не может участвовать в спорах. Поговорив с рядовым Случаем, Келсо понимает, как он может вернуть себе власть над клиникой и персоналом — он должен дать им единого врага, и этим врагом станет он. |                     |           |                        |                               |
| |                     |           |                        |                               |
| Моя дорога в никуда (англ. My Road To Nowhere) | 8 февраля, 2007     | 608       | Марк Штегеманн         | Марк Штегеманн                |
| Тёрк убеждает Джей Ди, что тот должен отправиться в Такому на первый ультразвук Ким (Элизабет Бэнкс). Джей Ди не хочет ехать один и собирает целую компанию — Эллиот, Кит, Карла и Уборщик едут в новом доме на колёсах доктора Келсо, которым управляет Тед. Во время ультразвукового исследования Джордан и Кокс выясняют, что плоду нужна операция. Ким обманывает Джей Ди — она говорит, что у неё был выкидыш. В эпизодической роли снялся поклонник «Клиники», журналист еженедельника TV Guide Майкл Ойсуелло. |                     |           |                        |                               |
| |                     |           |                        |                               |
| Моя перспектива (англ. My Perspective) | 15 февраля, 2007    | 609       | Джон Путч              | Анжела Ниссель                |
| Тёрк нервничает — в клинику пришёл Милош, хорватский хирург, которому приходится заново доказывать мастерство. Джей Ди страдает от вазовагальных обмороков — он теряет сознание при малейшей нагрузке. Тёрк и Эллиот спорят, кому теперь за ним ухаживать — каждый хочет спихнуть его на другого. Карла использует свою новую отмазку — «У меня ребёнок». Уборщик отправляется в отпуск. |                     |           |                        |                               |
| |                     |           |                        |                               |
| Мой терапевтический месяц (англ. My Therapeutic Month) | 22 февраля, 2007    | 610       | Кен Уиттингем          | Асим Батра                    |
| Джей Ди влюбился в нового физиотерапевта, но боится пригласить её на свидание из-за своих неудач. Эллиот предлагает Киту переехать к ней, но не в силах отменить свои правила поведения дома. Тёрк ломает руку, и его на месяц переводят в ординаторы общей практики. Благодаря доктору Коксу он понимает, что не так уж хорошо знает медицину. |                     |           |                        |                               |
| |                     |           |                        |                               |
| Мой вечер воспоминаний (англ. My Night To Remember) | 1 марта, 2007       | 611       | Ричард Дэвис           | Дебра Фордхэм                 |
| Пациент с амнезией заставляет сотрудников клиники вспомнить самые яркие моменты их жизни. |                     |           |                        |                               |
| |                     |           |                        |                               |
| Мой аквариум (англ. My Fishbowl) | 8 марта, 2007       | 612       | Крис Кох               | Кевин Бигель                  |
| Прямо перед выпиской из клиники рядовому Случаю пришло извещение от армейского начальства — его ранение признано слишком серьёзным, он не может вернуться на армейскую службу. Брайан впадает в депрессию, пытается покончить с собой, и врачи сомневаются в его психической стабильности. А Карла понимает, что не умеет шутить. |                     |           |                        |                               |
| |                     |           |                        |                               |
| Моя форма (англ. My Scrubs) | 15 марта, 2007      | 613       | Джон Путч              | Кларенс Ливингстон            |
| Джей Ди и Тёрк думают, как лечить подругу доктора Келсо, у которой нет страховки. Келсо озабочен воровством формы, поэтому меняет цвет формы на омерзительно коричневый, чтобы никому не хотелось её воровать. Уборщик шантажирует Карлу, обещая рассказать Тёрку о подмене Рауди. Доктор Кокс пытается убедить Эллиот, что бывший наркоман — не такой уж бывший. |                     |           |                        |                               |
| |                     |           |                        |                               |
| Моё отсутствие причины (англ. My No Good Reason) | 22 марта, 2007      | 614       | Зак Брафф              | Дженей Баккен                 |
| В клинике случается трагедия, и это заставляет всех задуматься — правда ли, что на всё есть причина. Тёрк показывает всем видео привлекательной няни его дочери. Эллиот и Уборщик пытаются подбодрить умирающего пациента. |                     |           |                        |                               |
| |                     |           |                        |                               |
| Моё долгое прощание (англ. My Long Goodbye) | 5 апреля, 2007      | 615       | Виктор Нелли младший   | Дэйв Теннант                  |
| Лаверн лежит в коме, и все по очереди заходят к ней в палату и говорят несколько слов, но Карла отказывается это делать. У Джордан рождается ребёнок, но доктор Кокс не спешит предавать это огласке. |                     |           |                        |                               |
| |                     |           |                        |                               |
| Мои слова мудрости (англ. My Words Of Wisdom) | 12 апреля, 2007     | 616       | Виктор Нелли младший   | Эрик Вейнберг                 |
| К Джей Ди поступает глухонемой пациент с отцом, и он узнаёт, что Уборщик знает язык жестов и может помочь ему в общении с ними. Карла недовольна тем, как быстро все забыли Лаверн. Кит заявляет Эллиот, что их отношения его не устраивают. |                     |           |                        |                               |
| |                     |           |                        |                               |
| Их история (англ. Their Story) | 19 апреля, 2007     | 617       | Ричард Александр Уэллс | Энди Шварц                    |
| Повествование ведётся от лица Теда, Тодда и Джордан. Медсестры во главе с Карлой устраивают забастовку, пытаясь добиться увеличения зарплаты. Тёрк недоволен тем, что юная пациентка Тодда ложится под операцию по увеличению груди. Джордан вмешивается в отношения Эллиот и Кита, но не испытывает обычного удовлетворения от собственной стервозности. |                     |           |                        |                               |
| |                     |           |                        |                               |
| Моя война за территорию (англ. My Turf War) | 26 апреля 2007      | 618       | Билл Лоуренс           | Шон Рассел                    |
| В город приезжает Мелоди (Кери Расселл), подруга Элиот по колледжу. Не желая быть пятым колесом, Джей Ди настраивает девочек друг против друга в надежде, что он снова будет приоритетным другом Элиот. Карла обнаруживает, что Уборщик переодевается в призрака и посещает в таком виде педиатрию, пытаясь таким образом содержать её в чистоте. |                     |           |                        |                               |
| |                     |           |                        |                               |
| Мой холодный душ (англ. My Cold Shower) | 3 мая 2007          | 619       | Джон Инвуд             | Дженей Баккен                 |
| Когда обручальное кольцо Эллиот не налазит ей на палец, Кит соглашается на то, чтобы она спланировала помолвку сама. Карла, Джордан и Мелоди помогают ей в устройстве помолвки с «удивлением». |                     |           |                        |                               |
| |                     |           |                        |                               |
| Моя традиционная мудрость (англ. My Conventional Wisdom) | 10 мая 2007         | 620       | Майкл Макдональд       | Билл Каллахан                 |
| Поскольку Эллиот начинает планировать свою свадьбу с Китом, Джей Ди продолжает подвергать сомнению свои истинные чувства относительно Элиот. Когда Джей Ди сталкивается со своей экс-подругой Ким на конференции врачей, он обнаруживает, что она лгала ему и всё ещё беременна их ребёнком. |                     |           |                        |                               |
| |                     |           |                        |                               |
| Мой кролик (англ. My Rabbit) | 17 мая 2007         | 621       | Джон Путч              | Кевин Бигель и Асим Батра     |
| Джей Ди узнаёт, что ребёнок Ким — мальчик, но не уверен в том, сможет ли когда-либо доверять ей достаточно, чтобы быть с нею. Тёрк отказывается делать рискованную операцию пациенту, узнав о том, что у него есть маленькая дочь. Джей Ди оскорблён, но Тёрк и Кокс преподают Джей Ди урок об отцовстве. |                     |           |                        |                               |
| |                     |           |                        |                               |
| Моя точка невозврата (англ. My Point of No Return) | 17 мая 2007         | 622       | Линда Мендоза          | Гарретт Донован и Нил Голдман |
| Джей Ди и Ким начинают жить вместе, поскольку Эллиот и Кит продолжают планировать свою свадьбу, но поскольку каждый из них делают большие шаги в их жизнях, Джей Ди и Элиот начинают паниковать и задаваться вопросом, тяготеют ли они действительно к своим соответствующим партнёрам. Уборщик и его новый мозговой фонд пытаются сделать Кита лучшим мужем. Тем временем, доктор Кокс продолжает быть сердитым, что Джей Ди — крестный отец его дочери. |                     |           |                        |                               |

### Седьмой сезон:2007—2008
| Название | Первый выход в эфир | Код серии | Режиссёр         | Сценарий                      |
| --- | ------------------- | --------- | ---------------- | ----------------------------- |
| |                     |           |                  |                               |
| Мой злейший враг (англ. My Own Worst Enemy) | 25 октября 2007     | 701       | Билл Лоуренс     | Нил Голдман и Гарретт Донован |
| Джей Ди клянётся, что будет стараться меньше вредить себе. Эллиот бросает Кита, из-за чего он злится на неё. Новый пациент Кокса Джо Хатник настолько обаятельный, что к поиску места, куда его укусил клещ, подключаются Тёрк и Келсо.                                                |                     |           |                  |                               |
| |                     |           |                  |                               |
| Мой тяжёлый выбор (англ. My Hard Labor) | 1 ноября 2007       | 702       | Адам Бернштейн   | Билл Каллахан                 |
| Кокс приносит Дженнифер Дилан в Клинику и ищет кого-нибудь, кто бы сделал ей укол, так как сам не хочет этого делать. Ким ссорится с Джей Ди, узнав, что он не испытывает к ней никаких чувств. Тёрк хочет пройти новую видеоигру и узнаёт, что Карла тоже ей увлекается               |                     |           |                  |                               |
| |                     |           |                  |                               |
| Моя неприятная правда (англ. My Inconvenient Truth) | 8 ноября 2007       | 703       | Билл Лоуренс     | Дебра Фордхэм                 |
| Уборщик становится «зелёным» (борцом за экологию), после того, как Тэд показывает ему программу про загрязнение природы. Джей Ди узнаёт, что Дэн разбогател благодаря его словам во время их прошлой встречи. Джей Ди понимает, что ему пора повзрослеть.                              |                     |           |                  |                               |
| |                     |           |                  |                               |
| Мой кризис личности (англ. My Identity Crisis) | 15 ноября 2007      | 704       | Гейл Манкузо     | Дэйв Теннант                  |
| Карла видит сон на английском и начинает беспокоиться о том, что начинает забывать свою родину. Уборщик спорит с Джей Ди, что он не сможет выучить за 1 день имена всех работников Клиники.                                                                                            |                     |           |                  |                               |
| |                     |           |                  |                               |
| Моя растущая проблема (англ. My Growing Pains) | 29 ноября 2007      | 705       | Зак Брафф        | Майк Шварц                    |
| У доктора Кокса появляется новый пациент — 10-летний мальчик Джош с лейкемией. Кокс рассказывает Джошу о его болезни, несмотря на то, что его родители против. Джей Ди беспокоится о своём поведении. Узнав, что Келсо исполнилось 65, совет директоров хочет отправить его на пенсию. |                     |           |                  |                               |
| |                     |           |                  |                               |
| Мой лучший доктор (англ. My Number One Doctor) | 6 декабря 2007      | 706       | Уилл Маккензи    | Дженей Баккен                 |
| Келсо придумывает новый сайт с рейтингом rateyourdoc.org, чтобы врачи вели себя лучше с пациентами. У Уборщика появляется девушка, от которой он скрывает свой характер. Боб выигрывает в кафетерии пожизненные бесплатные кексы.                                                      |                     |           |                  |                               |
| |                     |           |                  |                               |
| Моя вина (англ. My Bad Too) | 10 апреля 2008      | 707       | Линда Мендоза    | Кларенс Ливингстон            |
| Карла беспокоится о будущем Иззи. Тёрк учит испанский ради Карлы, но понимает, что может извлечь больше выгоды, не рассказывая ей об этом. |                     |           |                  |                               |
| |                     |           |                  |                               |
| Моя мужественность (англ. My Manhood) | 17 апреля 2008      | 708       | Майкл Макдональд | Анджела Нильсон               |
| После потери яичка Тёрк пытается доказать себе, что это не повлияло на его мужественность, устраивая драки за пульт. Уборщик организовывает новый журнал «Уборщицкая». Эллиот подслушивает разговор Келсо с женой и узнаёт, что он скоро уйдет на пенсию.                              |                     |           |                  |                               |
| |                     |           |                  |                               |
| Моя огромная удача (англ. My Dumb Luck) | 24 апреля 2008      | 709       | Рик Блю          | Асим Батра                    |
| Келсо рассказывает стажёру Буну о своих 40 годах, проведённых в Клинике. Эллиот и Карла пытаются уговорить медперсонал убедить Совет Директоров Клиники не увольнять Келсо. Келсо получает возможность самому уйти из Клиники.                                                         |                     |           |                  |                               |
| |                     |           |                  |                               |
| Моё потерянное время (англ. My Waste Of Time) | 1 мая 2008          | 710       | Крис Кох         | Энди Шварц                    |
| Кокса назначают исполняющим обязанности главврача, но он не уверен, что сможет справиться с новой должностью. Джей Ди и Эллиот разыскивают пациента Эллиот, чтобы отдать ему компенсацию за предписание Пломокса.                                                                      |                     |           |                  |                               |
| |                     |           |                  |                               |
| Моя принцесса (англ. My Princess) | 8 мая 2008          | 711       | Зак Брафф        | Марк Стижман                  |
| После тяжёлого дня Перри рассказывает Джеку сказку. Джей Ди и Эллиот пытаются разгадать, чем больна их пациентка Мэриан. |                     |           |                  |                               |

### Восьмой сезон:2009
Для сокращения расходов на восьмой сезон Билл Лоуренс заявил, что они разделили персонал на две группы, половина которых будет играть в первых 9 сериях и другая половина в оставшихся сериях, за исключением Гаррет Донован, Нила Голдмана, Билла Каллахана и Теда Куилла, которые остаются на весь сезон.
| Название | Первый выход в эфир | Код серии | Режиссёр         | Сценарий                         |  |
| --- | ------------------- | --------- | ---------------- | -------------------------------- |  |
| |                     |           |                  |                                  |  |
| Мои сволочи (англ. My Jerks) | 6 января 2009       | 801       | Майкл Спиллер    | Анжела Ниссель                   |  |
| В клинику приходит новый главный врач — доктор Тайлор Мэддокс (Кортни Кокс), которую тут же невзлюбил доктор Кокс. Джей Ди пытается руководить новыми стажерами. Карла помогает Эллиот справиться с горем, и та извиняется перед Китом за их разрыв в отношениях. Мэддокс увольняет Уборщика. |                     |           |                  |                                  |  |
| |                     |           |                  |                                  |  |
| Мои последние слова (англ. My Last Words) | 6 января 2009       | 802       | Билл Лоуренс     | Асим Батра                       |  |
| Джей Ди и Тёрк откладывают в сторону свои личные планы, чтобы побыть с умирающим пациентом. |                     |           |                  |                                  |  |
| |                     |           |                  |                                  |  |
| Мой спасительный такт (англ. My Saving Grace) | 13 января 2009      | 803       | Майкл Спиллер    | Дженей Баккен                    |  |
| Боб и Перри объединяются, чтобы вытеснить доктора Мэддокс из Sacred Heart. Карла решает сбить спесь с эгоистичной, некомпетентной стажёрки Кэти. |                     |           |                  |                                  |  |
| |                     |           |                  |                                  |  |
| Моё счастливое место (англ. My Happy Place) | 13 января 2009      | 804       | Кен Уиттингем    | Тей К. Остин                     |  |
| Джей Ди и Эллиот вспомнили прошлое и решили дать своим отношениям второй шанс. Доктор Кокс, Тодд и Тёрк работают вместе, чтобы помочь двум пациентам с пересадкой почки. Уборщик возвращается на работу. |                     |           |                  |                                  |  |
| |                     |           |                  |                                  |  |
| Мои основы (англ. My ABC’s) | 20 января 2009      | 805       | Билл Лоуренс     | Билл Лоуренс                     |  |
| Джей Ди пытается использовать персонажей Улицы Сезам, чтобы обучить новых стажёров. |                     |           |                  |                                  |  |
| |                     |           |                  |                                  |  |
| Мои штаны для печенья (англ. My Cookie Pants) | 20 января 2009      | 806       | Гейл Манкузо     | Кларенс Ливингстон               |  |
| Джей Ди и Эллиот пытаются восстановить свой старый роман. Доктор Кокс принимает работу глав. врача. Перри и Боб становятся друзьями, что их пугает. |                     |           |                  |                                  |  |
| |                     |           |                  |                                  |  |
| Моя новая роль (англ. My New Role) | 27 января 2009      | 807       | Уилл МакКензи    | Кларенс Ливингстон               |  |
| Доктор Кокс испытывает трудности со своей новой ролью главврача и обращается за помощью к доктору Келсо. |                     |           |                  |                                  |  |
| |                     |           |                  |                                  |  |
| Мой влюблённый юрист (англ. My Lawyer’s in Love) | 3 февраля 2009      | 808       | Марк Штегеманн   | Дебра Фордхэм                    |  |
| У Доктора Кокса проблемы с распределением полномочий на его новой должности, а Тэд влюбляется в певицу в больнице. |                     |           |                  |                                  |  |
| |                     |           |                  |                                  |  |
| Моё отсутствие (англ. My Absence) | 10 февраля 2009     | 809       | Джон Путч        | Дебра Фордхэм и Энди Шварц       |  |
| Эллиот сталкивается с отсутствием Джей Ди в больнице. Пациентка, умирающая после своего мужа, вызывает у Эллиот непонимание. Тем временем Карла сообщает Тёрку, что снова беременна. Тёрк относится к этому серьёзно, поскольку целая больница не проявляет должной заботы из-за того, что ребёнок уже не первый. |                     |           |                  |                                  |  |
| |                     |           |                  |                                  |  |
| Моё комедийное шоу (англ. My Comedy Show) | 10 февраля 2009     | 810       | Тед Уосс         | Девин О. Махони и C. Рего Маркиз |  |
| Джей Ди и Тёрк собирают из стажеров капустник, после которого думают сменить отношения. Стажёрки Дениз и Санни пытаются убедить мать пациентки с иммунодефицитом разрешить дочери сходить на праздник. Эллиот Рид учит Дениз отдыхать. Уборщик пытается шантажировать Карлу, а стажеры пытаются помочь пациентке. |                     |           |                  |                                  |  |
| |                     |           |                  |                                  |  |
| Моё «На-на-на» (англ. My Nah Nah Nah) | 18 марта 2009       | 811       | Джон Путч        | Кевин Бигель                     |  |
| У Тёрка возникает идея о рискованной процедуре, которая может вернуть парализованному подростку возможность ходить. Тем временем Уборщик и Кокс сталкиваются с препятствиями в отношениях со своими вторыми половинками. |                     |           |                  |                                  |  |
| |                     |           |                  |                                  |  |
| Их история (англ. Their Story) | 25 марта 2009       | 812       | Майкл Макдональд | Энди Шварц                       |  |
| В двенадцатой серии Вы увидите, как стажеры удивят «старший» докторский состав, а также сможете наблюдать экстраординарный момент проявления уважения Коксом к Джей Ди. Также стажёры заставляют задуматься более опытных работников «Святого Сердца». Дениз назначает ненужную процедуру пациентке-подростку, из-за которой у неё на всю жизнь остаётся шрам. Санни пытается понять, почему уборщик мстит её друзьям, но не ей. Новый стажёр-хирург Дерек решает ни во что не вмешиваться, в то время как все герои друг на друга обижаются. |                     |           |                  |                                  |  |
| |                     |           |                  |                                  |  |
| Моя полная луна (англ. My Full Moon) | 1 апреля 2009       | 813       | Джон Мишель      | Кевин Бигель                     |  |
| Полная луна и нехилая доля неудачи заставляет стажеров клиники Святое Сердце допускать грубые ошибки в работе. Санни пытается заставить пациентку пукнуть; Хауи попался пациент, убеждённый, что всех людей в его жизни заменили на их идентичные копии; Дерек допускает ошибку при процедуре. |                     |           |                  |                                  |  |
| |                     |           |                  |                                  |  |
| Моя пылающая душа, Часть 1 (англ. My Soul on Fire, Part 1) | 8 апреля 2009       | 814       | Билл Лоуренс     | Билл Каллахан                    |  |
| Когда Уборщик и Девушка высылают приглашения на свою фальшивую свадьбу, они надеются обзавестись свадебными подарками, однако судьба сыграет с ними злую шутку — ВСЕ, получившие приглашения, принимают их и едут на свадьбу. Жениться придётся всерьёз… |                     |           |                  |                                  |  |
| |                     |           |                  |                                  |  |
| Моя пылающая душа, Часть 2 (англ. My Soul on Fire, Part 2) | 15 апреля 2009      | 815       | Билл Лоуренс     | Билл Каллахан                    |  |
| Продолжение предыдущей серии. |                     |           |                  |                                  |  |
| |                     |           |                  |                                  |  |
| Моя причина (англ. My Cuz) | 22 апреля 2009      | 816       | Линда Мендоза    | Кевин Бигель                     |  |
| Собравшись переехать поближе к Сэму, своему сыну, Джей Ди выясняет, что у Ким (приглашённая звезда Элизабет Бэнкс) новый парень — экс-бойфренд Эллиот — Шон (Скотт Фоли). Вдобавок, Джей Ди обеспокоен поведением Сэма, который больше не хочет, чтобы отец брал его на руки. Тем временем Коксу в клинику нужен новый главный хирург, но лучшей кандидатурой является Тёрк, которого он недолюбливает. |                     |           |                  |                                  |  |
| |                     |           |                  |                                  |  |
| Моя главная забота (англ. My Chief Concern) | 5 мая 2009          | 817       | Зак Брафф        | Нил Голдман и Гарретт Донован    |  |
| В 17-м эпизоде Джей Ди рассматривает решение о смене работы, чтобы жить поближе к своему сыну и Ким (приглашённая звезда Элизабет Бэнкс). Тёрк, тем временем, осваивается в роли начальника хирургии, а отношения Теда и Гуч переходят на следующий уровень. |                     |           |                  |                                  |  |
| |                     |           |                  |                                  |  |
| Мой финал (англ. My Finale) | 6 мая 2009          | 818/819   | Билл Лоуренс     | Билл Лоуренс                     |  |
| Этот эпизод расскажет нам о прощании Джей Ди с клиникой «Святое Сердце». Будет ли его последний день посвящён подведению итогов за восемь лет, проведённых в клинике, скажет ли доктор Кокс что-нибудь на прощание и узнаем ли мы, наконец, имя Уборщика? |                     |           |                  |                                  |  |

### Девятый сезон:2009—2010
Повествование в девятом сезоне ведётся от лица Люси Беннет (Керри Бише) — впечатлительной студентки медицинского колледжа, иногда (в течение первых пяти эпизодов) повествование возвращается к Джону «Джей Ди» Дориану (Зак Брафф). После ухода на работу в другую больницу Джей Ди возвращается в Святое Сердце, чтобы преподавать в медицинской школе наряду с Кристофером Тёрком (Дональд Фэйсон), Перри Коксом (Джон К. МакГинли), Дэниз Махони (Элиза Коуп) и Бобом Келсо (Кен Дженкинс). Вместе они выступают в роли профессоров для нового класса медиков-студентов, включая Люси, бросившего в прошлом учиться на врача Дрю (Михаэль Мосли) и наглого Коула (Дэйв Франко). Джей Ди женат на Эллиот Рид (Сара Чок) и счастливая пара ждёт своего первого ребёнка.
| Название | Дата выхода в эфир | Номер эпизода | Режиссёр         | Сценарий                          |
| --- | ------------------ | ------------- | ---------------- | --------------------------------- |
| |                    |               |                  |                                   |
| Наш первый день в колледже (англ. Our First Day of School) | 1 декабря 2009     | 901           | Майкл Шпиллер    | Билл Лоуренс                      |
| Прошёл год после финала 8 сезона. Джей Ди, Тёрк, Кокс, Келсо и интерн Дэниз возвращаются в Святое Сердце, чтобы преподавать в медицинском колледже, в то время как новые студенты-медики Люси, Дрю и Коул проходят через трудности первого дня в школе.                                                                                      |                    |               |                  |                                   |
| |                    |               |                  |                                   |
| Наш пьяный друг (англ. Our Drunk Friend) | 1 декабря 2009     | 902           | Майкл МакДональд | Джош Байсэл и Джонатан Грофф      |
| Люси получает жестокий урок о том, с чем нужно смириться, чтобы стать врачом. Тем временем Джей Ди и Тёрк узнают о скрытой любовной связи между Дэнис и новым студентом Дрю и выступают в роли сватов, в чём им помогает доктор Келсо. |                    |               |                  |                                   |
| |                    |               |                  |                                   |
| Наши примеры для подражания (англ. Our Role Models) | 8 декабря 2009     | 903           | Гэил Мэнкусо     | Стивен Краг и Брайан Брэдли       |
| Джей Ди и Дрю получают жёсткий урок наставничества, когда доктор Кокс и Люси показывают им, что иногда ученик может быть учителем. Между тем Люси решает стать «хвостом» Дэниз. |                    |               |                  |                                   |
| |                    |               |                  |                                   |
| Наши истории (англ. Our Histories) | 15 декабря 2009    | 904           | Кен Уиттингем    | Кори Никерсон                     |
| Джей Ди и Тёрк приходят в костюмах на тусовку студентов-медиков. Между тем, Келсо приглашает Теда и Гуч на прощальный вечер. Дэниз ставит Коулу, Люси, Дрю и всей группе условие: если они хотят пойти на вечеринку, то должны взять «последнее интервью» у умирающих пациентов.                                                             |                    |               |                  |                                   |
| |                    |               |                  |                                   |
| Наши тайны (англ. Our Mysteries) | 22 декабря 2009    | 905           | Майкл Шпиллер    | Стивен Краг и Брайан Брэдли       |
| Джей Ди пытается узнать у Кокса, как тот относится к его последнему дню преподавания в колледже. Люси ищет в себе мужество, чтобы проводить медицинские процедуры на реальном человеке, а Дэниз и Дрю официально начинают встречаться. |                    |               |                  |                                   |
| |                    |               |                  |                                   |
| Наша новая девочка-Бро (англ. Our New Girl-Bro) | 1 января 2010      | 906           | Майкл МакДональд | Кевин Иттен                       |
| В то время, как Тёрк пытается найти замену лучшему другу, Эллиот даёт несколько разумных советов измотанной Люси, а Коул узнаёт, что он может вылететь из колледжа. |                    |               |                  |                                   |
| |                    |               |                  |                                   |
| Наши белые халаты (англ. Our White Coats) | 5 января 2010      | 907           | Джон Путч        | Энди Швартц                       |
| До получения белых халатов студенты должны ответить на вопрос: почему они хотят быть врачами. Дэниз получает небольшую помощь от Эллиот, а Коул узнаёт секрет из прошлого Дрю. |                    |               |                  |                                   |
| |                    |               |                  |                                   |
| Наши пары (англ. Our Couples) | 5 января 2010      | 908           | Крис Коч         | Прэнтис Пенни                     |
| Люси наблюдает за различными парами (у которых всё хорошо или нет) по всей больнице. Между тем, Тёрк злится на Перри за то, что тот заставляет его воздействовать на старого друга. |                    |               |                  |                                   |
| |                    |               |                  |                                   |
| Наша чепуха становится реальностью (англ. Our Stuff Gets Real) | 12 января 2010     | 909           | Джон Путч        | Лейла Страчан                     |
| Джей Ди и Эллиот начинают готовиться к скорому появлению ребёнка. Люси борется со своим страхом проводить процедуры на людях. Перри сомневается, готов ли он подписать завещание. |                    |               |                  |                                   |
| |                    |               |                  |                                   |
| Наша правдивая ложь (англ. Our True Lies) | 19 января 2010     | 910           | Майкл Шпиллер    | Лон Зиммет и Дэн Рубин            |
| Кто-то из студентов списывает на экзамене и доктор Кокс наказывает весь класс. Дрю рассказывает Дэниз, что был женат, и та делает удивительное признание. |                    |               |                  |                                   |
| |                    |               |                  |                                   |
| Наши дорогие лидеры (англ. Our Dear Leaders) | 26 января 2010     | 911           | Питер Лое        | Кори Никерсон и Кевин Иттен       |
| Люси относится к своему новому назначению «лидера команды» на неделю ада слишком серьёзно. Перри требует, чтобы Дрю держался подальше от друзей. Тёрку кажется, что его статус главного хирурга под угрозой, когда всемирно известный хирург наносит визит в больницу.                                                                       |                    |               |                  |                                   |
| |                    |               |                  |                                   |
| Наши главные проблемы (англ. Our Driving Issues) | 10 марта 2010      | 912           | Ирэн Келебоглу   | Алесия Костантини и Прэнтис Пенни |
| Когда Коул и Келсо получают отрицательные результаты нескольких типовых тестов, они проходят трудный путь, чтобы научиться просить помощи у друзей. Между тем, Дэниз и Перри начинают борьбу за Дрю. |                    |               |                  |                                   |
| |                    |               |                  |                                   |
| Наши благодарности (англ. Our Thanks) | 17 марта 2010      | 913           | Рик Блю          | Шон Рассел                        |
| В заключительной серии студенты Медицинского Уинстонского университета должны найти нужные слова благодарности. Коул находит истинное призвание в хирургии, но это раздражает Тёрка. Дрю и Дэниз решают жить вместе, а Люси находит стимул стать врачом, когда сын умершего пациента приходит сказать последние слова о своём покойном отце. |                    |               |                  |                                   |